# Étel
Pour les articles homonymes, voir Étel (homonymie).
Étel [etɛl] est une commune française, située dans le département du Morbihan en région Bretagne.

## Géographie

### Localisation et description
Les communes limitrophes sont Belz, Erdeven et Plouhinec.
Étel se situe à 18 km d'Auray, 30 km de Lorient et 30 km de Vannes.
Le territoire communal est très restreint : seulement 1,740 km2 (174 ha) et presque totalement urbanisé (quelques champs subsistent toutefois au nord-est de la commune, au voisinage de l'étang du Sac'h, ainsi qu'au sud-est, près du hameau de Keranroué, lequel appartient à la commune d'Erdeven), d'où une densité de population élevée, supérieure à 1 100 hab./km2, Étel comptant 2 013 habitants en 2018.

### Géologie et relief

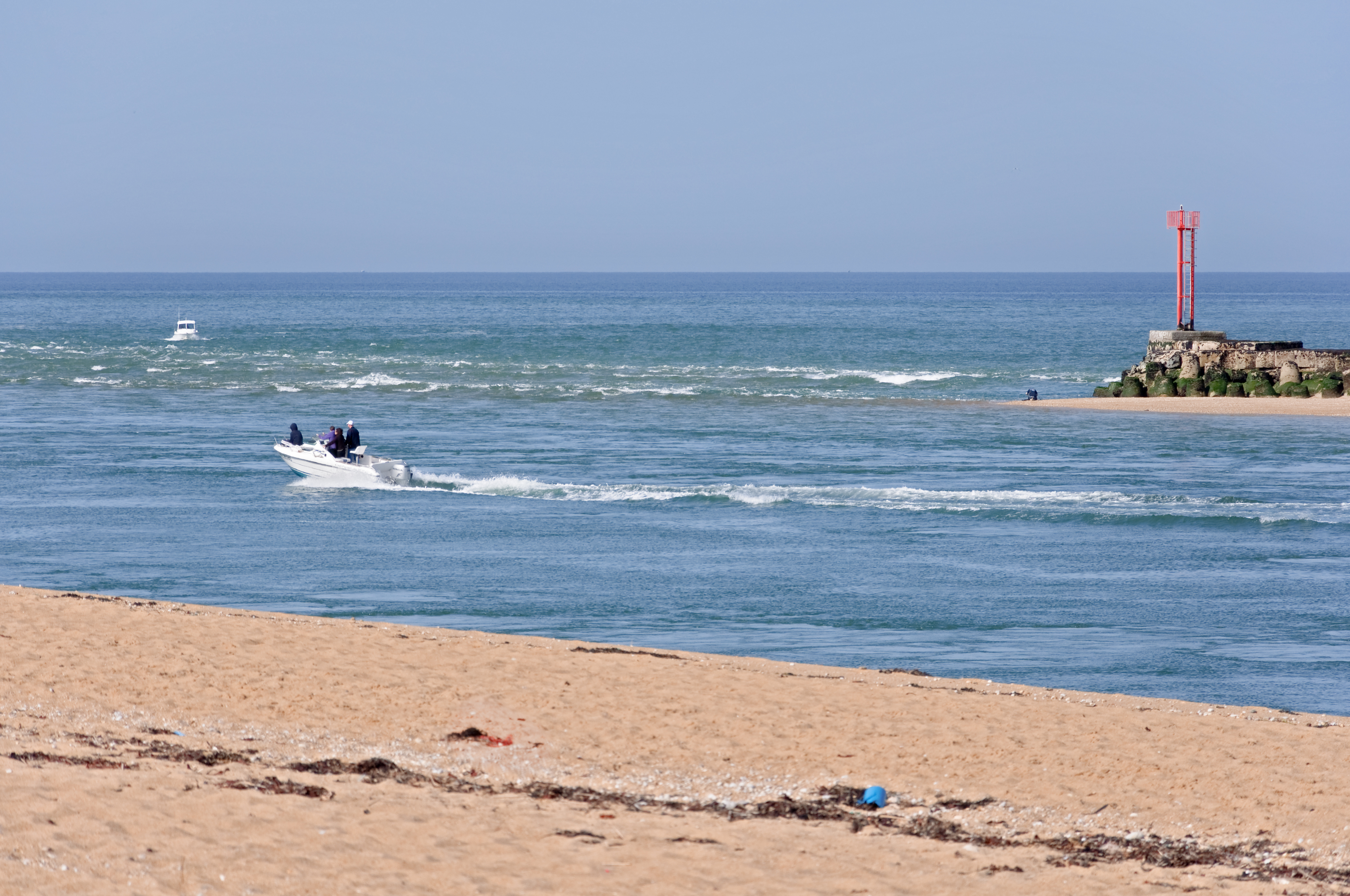
La barre d'Étel.

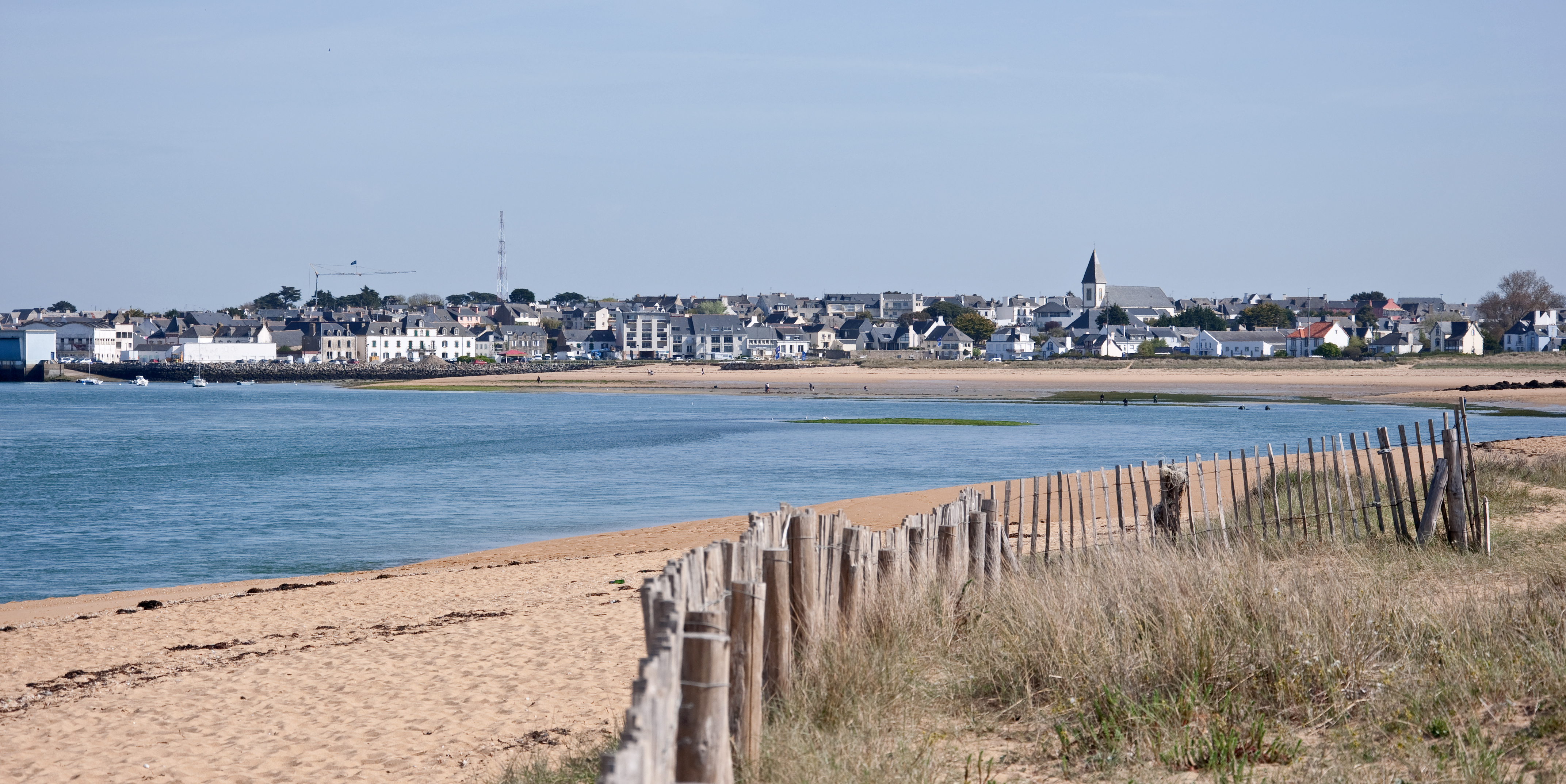
Étel, au bord de sa rivière.

Étel donne son nom à un aber , la rivière d'Étel, qui se termine par un dangereux banc de sable sous-marin, connu sous le nom de « barre d'Étel ». Cette barre entraîne des difficultés pour la navigation.
Les altitudes sont modestes au sein du finage communal, comprises entre le niveau de la mer et, a maximum, 17 mètres vers Le Sac'h et Kerevin (l'altitude moyenne est de neuf mètres). La commune est limitée à l'ouest par la rive gauche de la ria d'Étel (de la Pointe de la Garenne au banc du Stang), au nord par la rive gauche de la rivière du Sac'h et de l'étang du Sac'h (qui séparent Étel de Belz), au sud par le minuscule fleuve côtier le Ré et à l'est la limite avec Erdeven ne s'appuie sur aucun élément naturel.
La partie du littoral bordant la rivière d'Étel est relativement découpée, alternant pointes (Pointe de la Garenne, Pointe du Pradic) et baies peu prononcées (Porh Billiette, Anse Pradic, Banc du Stang). Le bourg initial est situé sur un promontoire au nord de l'Anse Pradic à une altitude comprise entre dix et quinze mètres.
La partie du littoral bordant la Rivière du Sac'h est urbanisée de manière peu dense et plusieurs espaces boisés privés y subsistent de part et d'autre de Grapeleu ; en amont du Moulin du Sac'h (un ancien moulin à marée), les rives de l'étang du même nom sont restées agricoles.

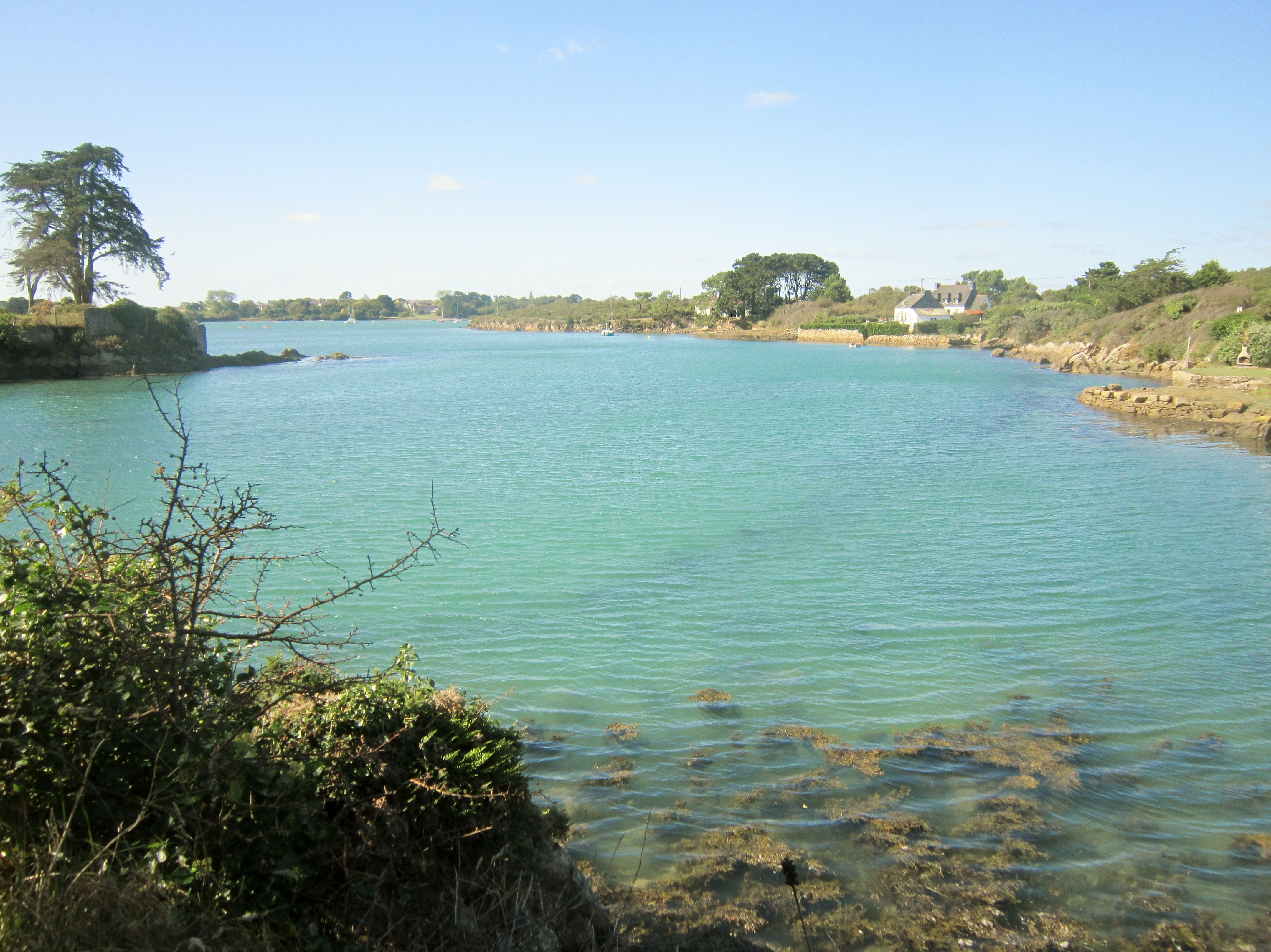
La sortie (ou l'entrée) de la Rivière du Sac'h et, à l'arrière-plan, sa confluence avec la Rivière d'Étel.
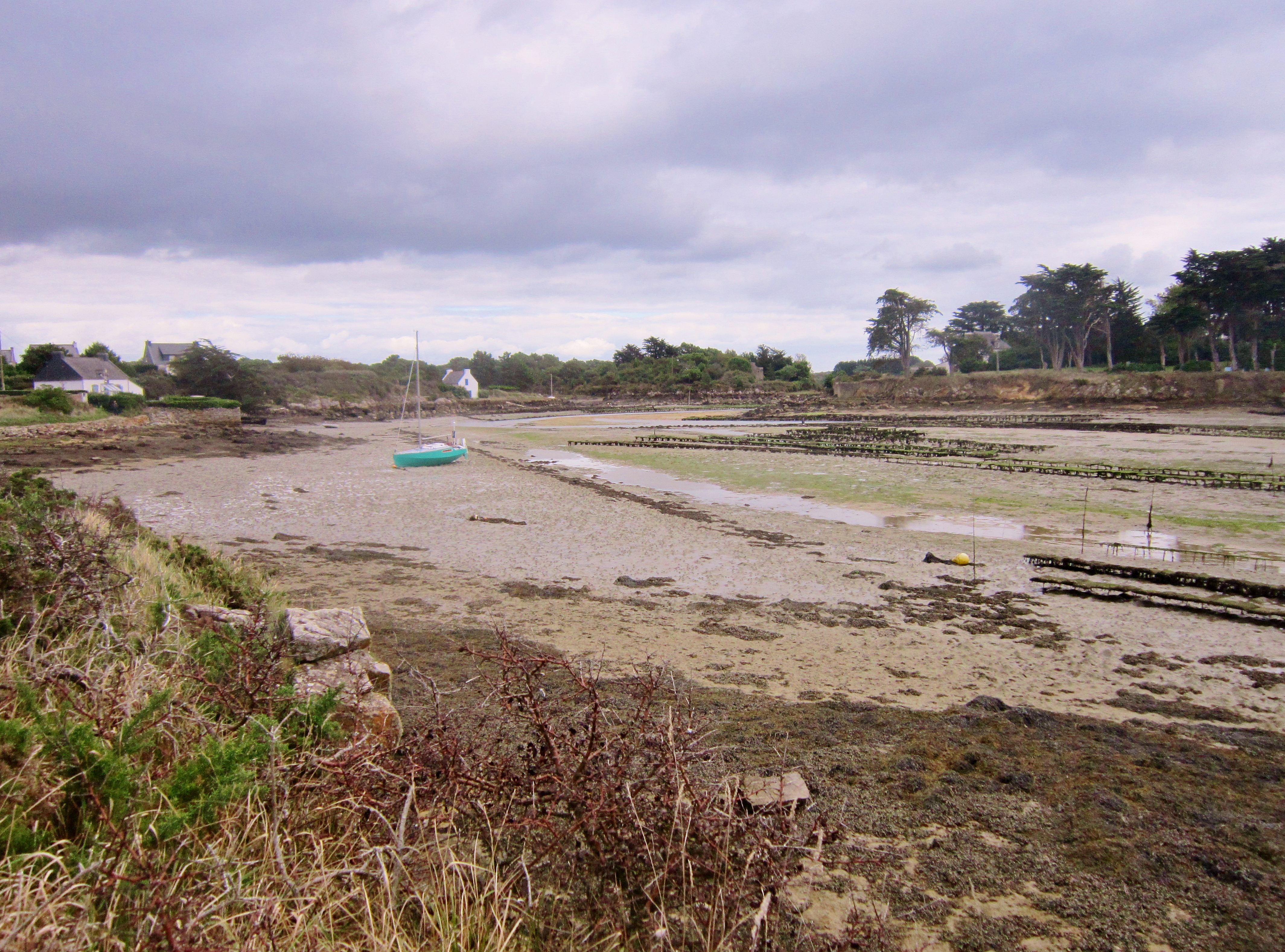
Tables ostréicoles dans la Rivière du Sac'h à marée basse.
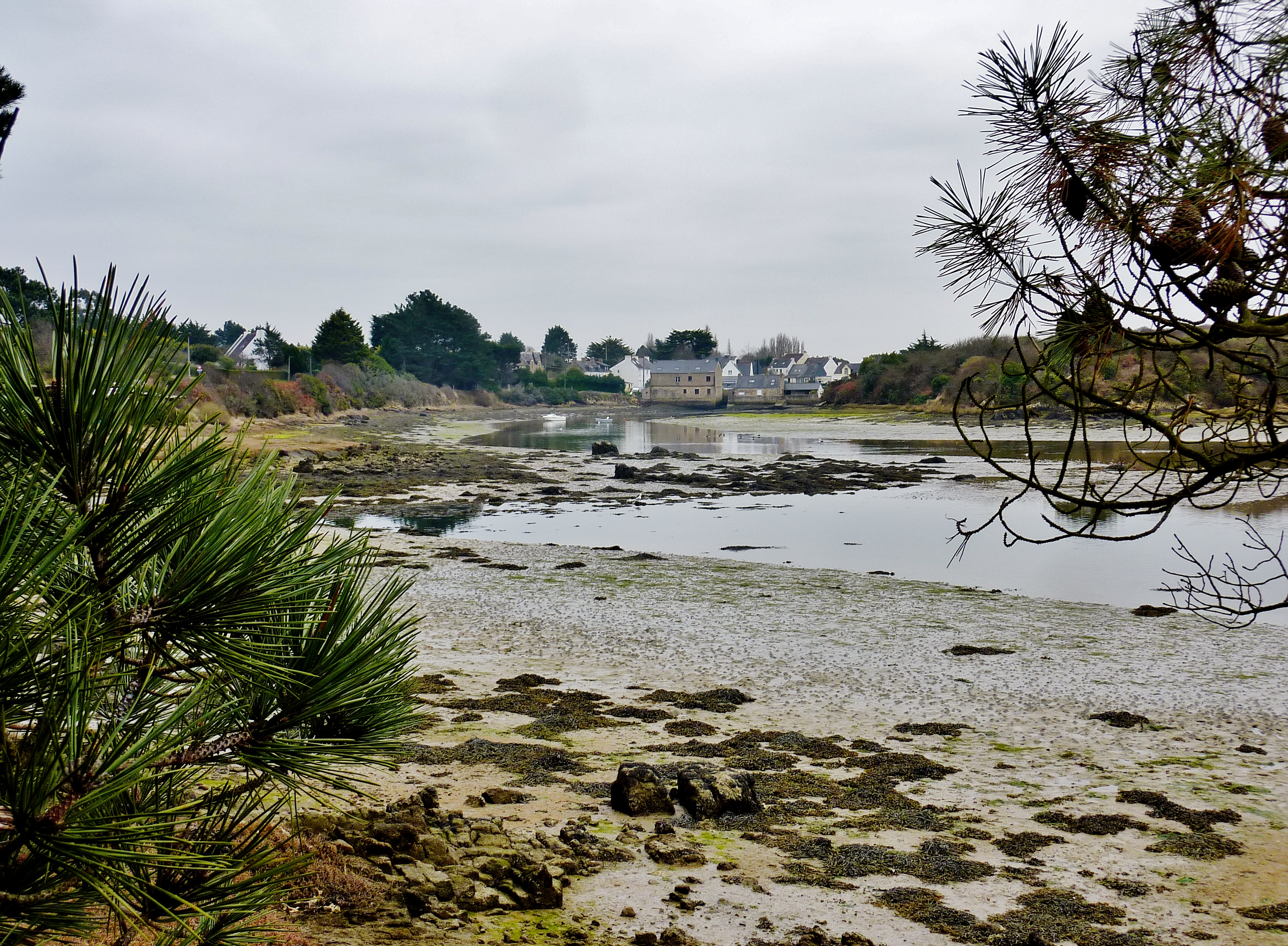
Le fond de la Rivière du Sac'h à marée basse ; à l'arrière-plan le moulin du Sac'h.
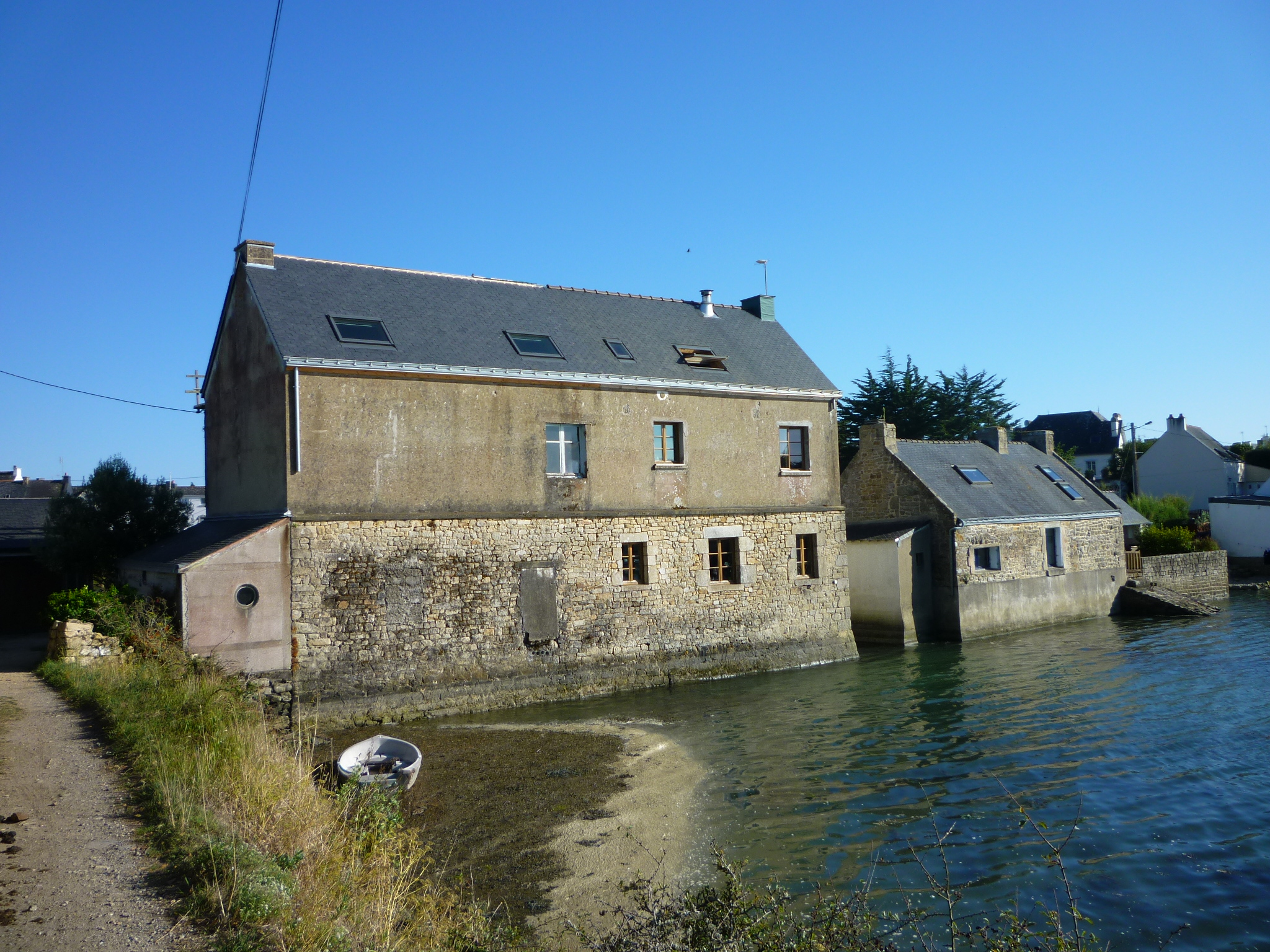
Le moulin à marée du Sac'h.
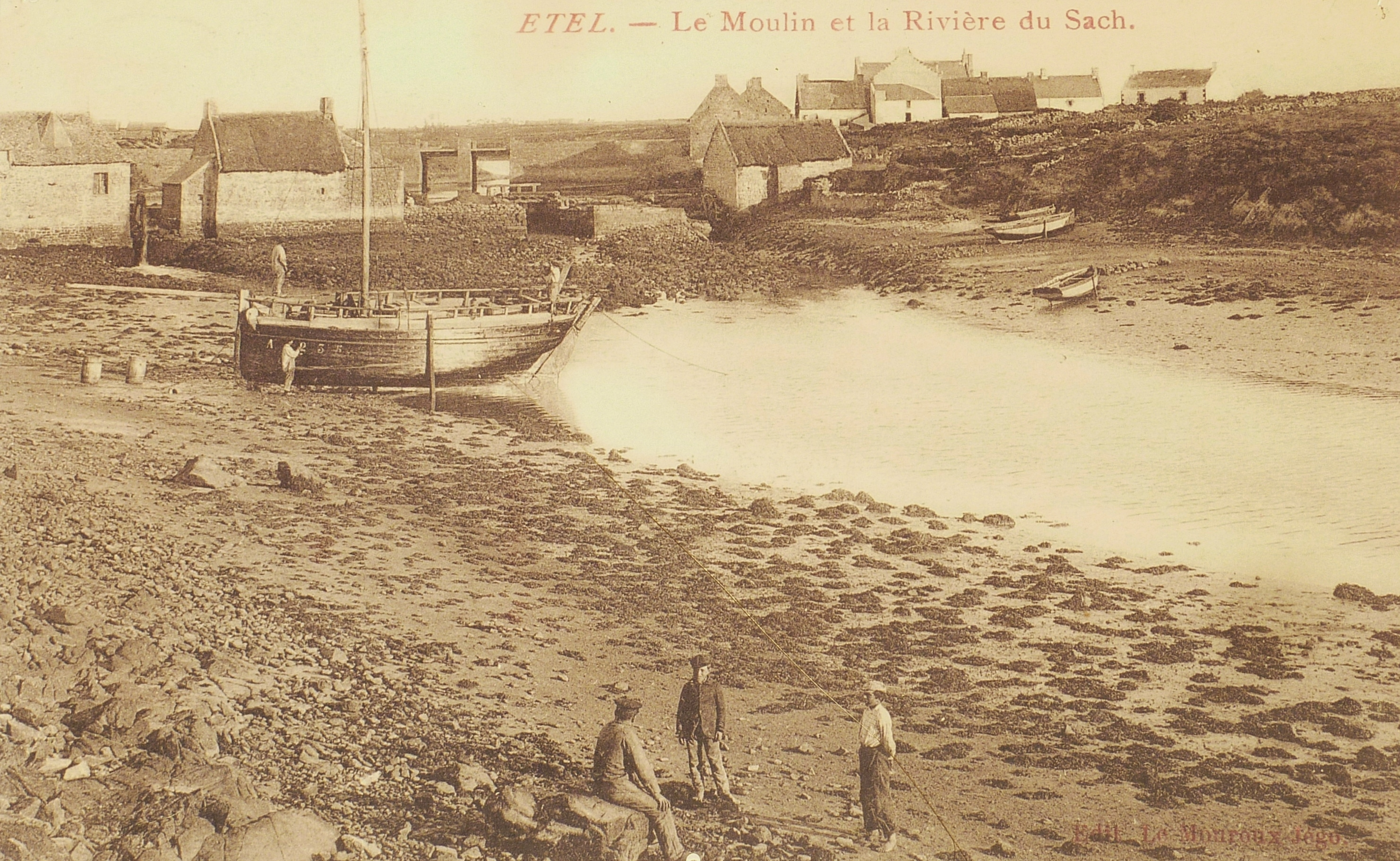
Le moulin et la rivière du Sac'h à marée basse (carte postale, vers 1910).

Le littoral côtier atlantique fait partie du plus grand cordon dunaire de Bretagne qui s'étend de la pointe de Gâvres au fort de Penthièvre sur la commune de Saint-Pierre-Quiberon, mais appartient en fait à la commune d'Erdeven, en raison des dimensions restreintes du territoire communal. Ce massif est coupé seulement par la ria d'Étel. Ce massif dunaire se serait formé il y a 2 500 ans environ et plus de 800 espèces végétales y sont inventoriées ; il comprend des zones humides d'origine naturelle. Cet espace naturel est menacé par la surfréquentation touristique, l'existence de décharges sauvages et la prolifération d'espèces invasive, mais d'importantes mesures de protection ont été prises.
À Erdeven, notamment à hauteur de la ria d'Étel, le trait de côte a reculé par endroits de 0,60 à 0,90 mètre par an entre 1952 et 2009.

### Hydrographie
Pour un article plus général, voir Réseau hydrographique du Morbihan.
La commune est située dans le bassin Loire-Bretagne. Elle est drainée par le Poumen et un autre petit cours d'eau,.

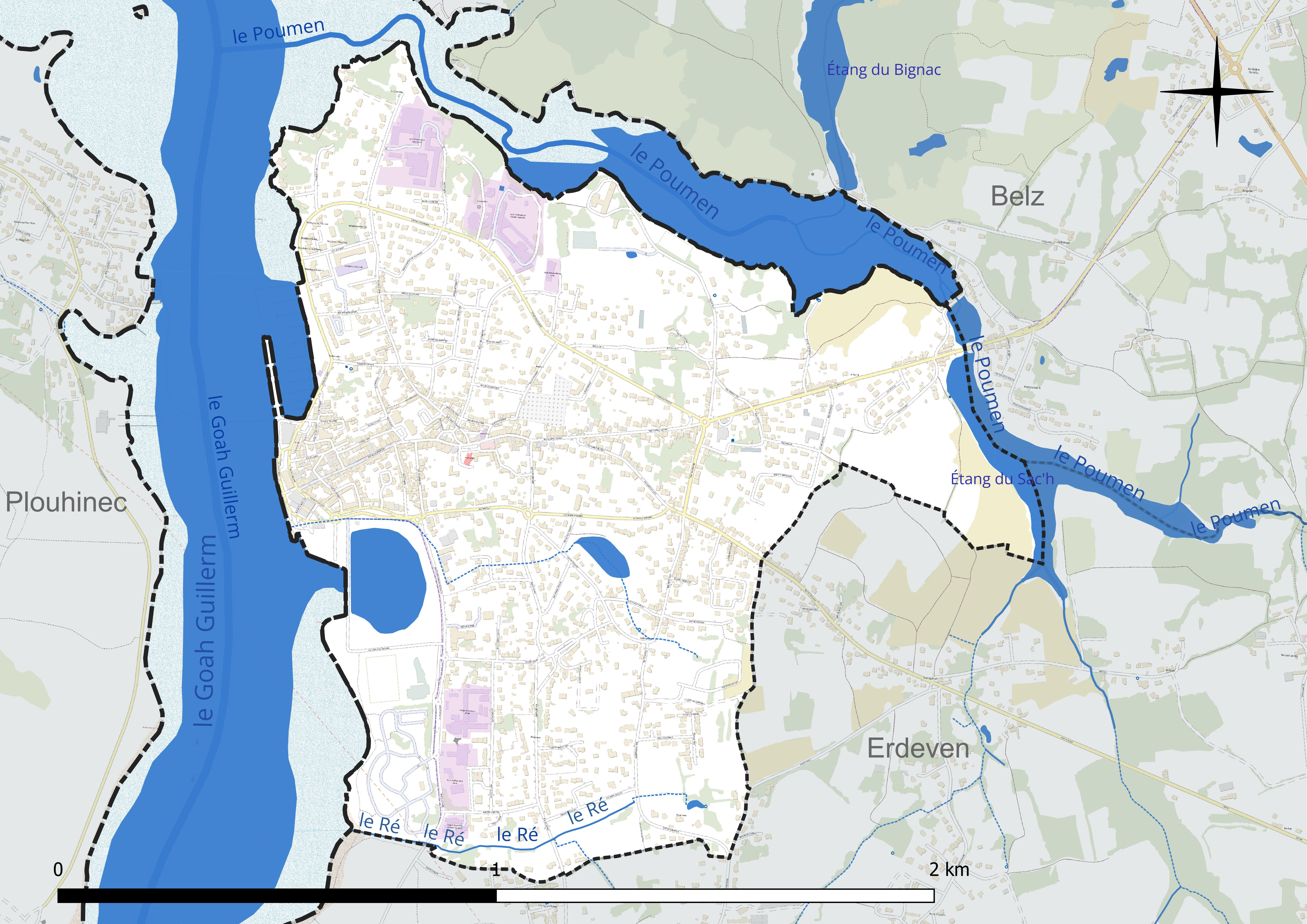
Réseau hydrographique d'Étel.

Deux plans d'eau complètent le réseau hydrographique : le plan d'eau de Mer le Pradic (3,4 ha) et l'étang du Sac'h, d'une superficie totale de 7,2 ha (1,94 ha sur la commune),.

### Climat
Pour des articles plus généraux, voir Climat de la Bretagne et Climat du Morbihan.
En 2010, le climat de la commune est de type climat océanique franc, selon une étude du CNRS s'appuyant sur une série de données couvrant la période 1971-2000. En 2020, Météo-France publie une typologie des climats de la France métropolitaine dans laquelle la commune est exposée à un climat océanique et est dans la région climatique  Bretagne orientale et méridionale, Pays nantais, Vendée, caractérisée par une faible pluviométrie en été et une bonne insolation. Parallèlement l'observatoire de l'environnement en Bretagne publie en 2020 un zonage climatique de la région Bretagne, s'appuyant sur des données de Météo-France de 2009. La commune est, selon ce zonage, dans la zone « Littoral doux », exposée à un climat venté avec des étés cléments.  
Pour la période 1971-2000, la température annuelle moyenne est de 12,1 °C, avec une amplitude thermique annuelle de 11,2 °C. Le cumul annuel moyen de précipitations est de 903 mm, avec 13,5 jours de précipitations en janvier et 7 jours en juillet. Pour la période 1991-2020, la température moyenne annuelle observée sur la station météorologique la plus proche, située sur la commune d'Auray à 16 km à vol d'oiseau, est de 12,6 °C et le cumul annuel moyen de précipitations est de 969,3 mm,. Pour l'avenir, les paramètres climatiques de la commune estimés pour 2050 selon différents scénarios d’émission de gaz à effet de serre sont consultables sur un site dédié publié par Météo-France en novembre 2022.

### Voies de communication et transports
La commune d'Étel est desservie par la D 105 venant d'Auray via Erdeven et par la D 16 en direction de Belz, laquelle permet aussi la liaison routière en direction de Lorient en empruntant le Pont Lorois qui traverse la Rivière d'Étel. Un bac relie Étel à Le Magouër pendant la saison touristique.
Le port d'Étel, ancien port de pêche florissant, est de nos jours essentiellement un port de plaisance disposant d'une capacité d'accueil de 460 bateaux sur pontons et de 46 places pour les visiteurs. Son tirant d'eau maximum est de trois mètres.

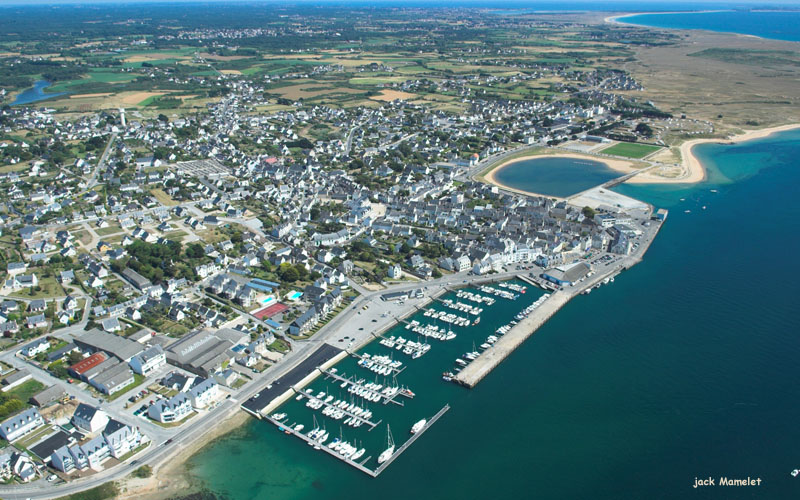
Le port d'Étel : vue aérienne.
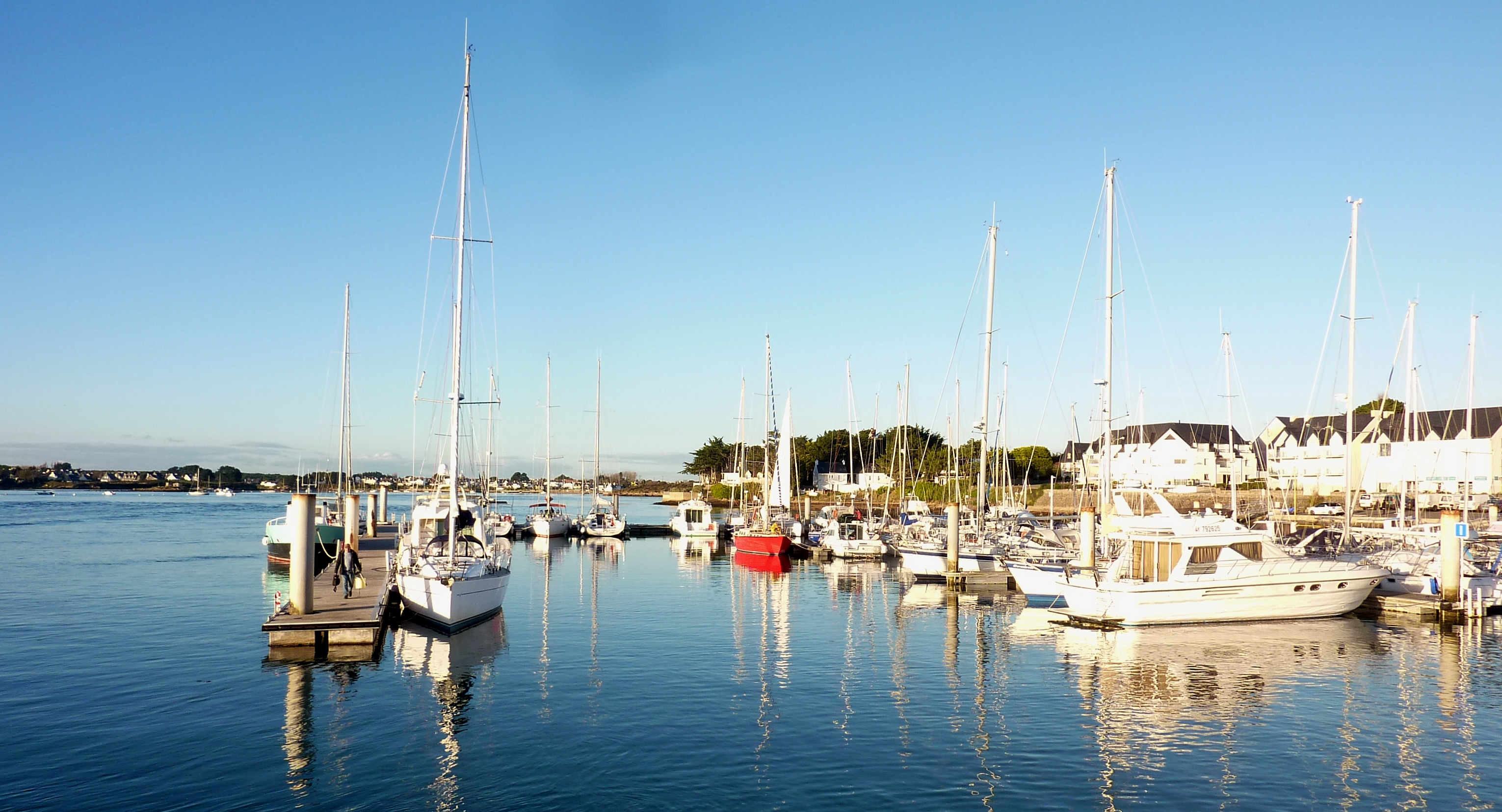
Le port d'Étel en 2015 (désormais un port de plaisance).
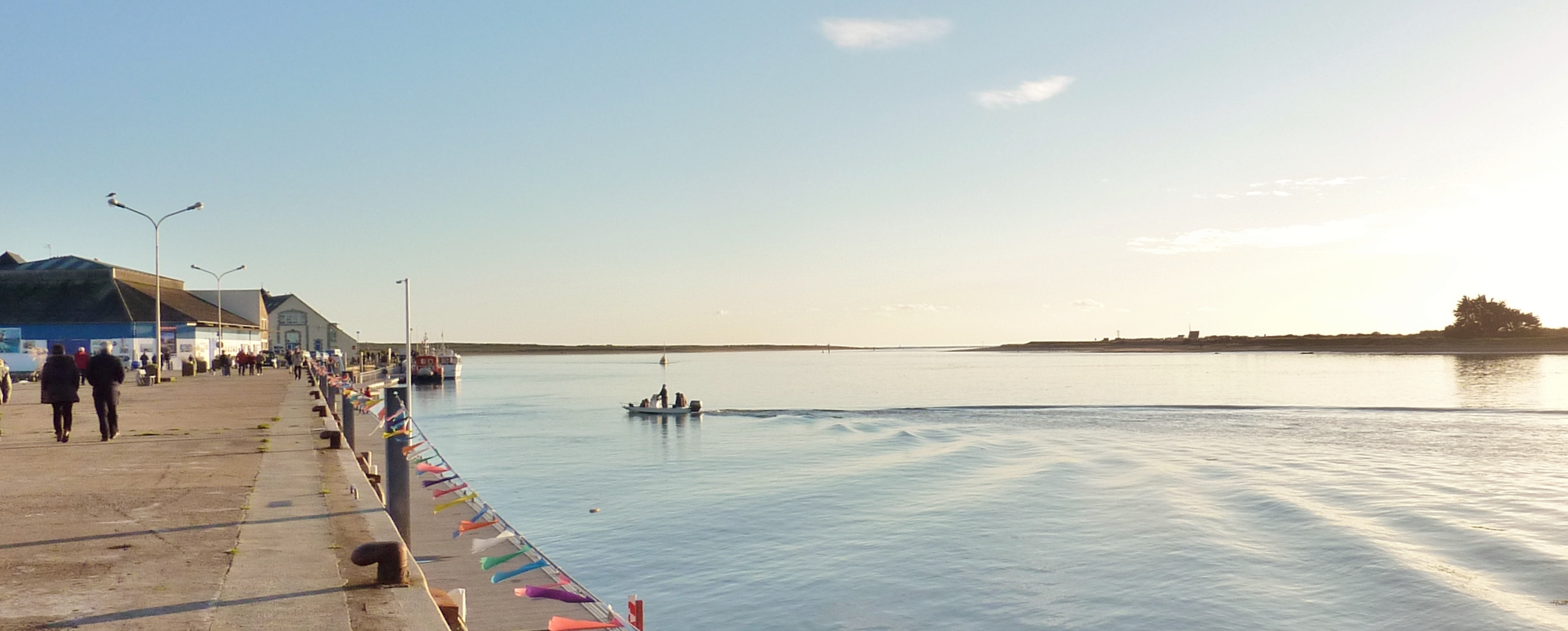
La Rivière d'Étel : vue vers l'aval de la Ria d'Étel depuis le quai du port d'Étel.
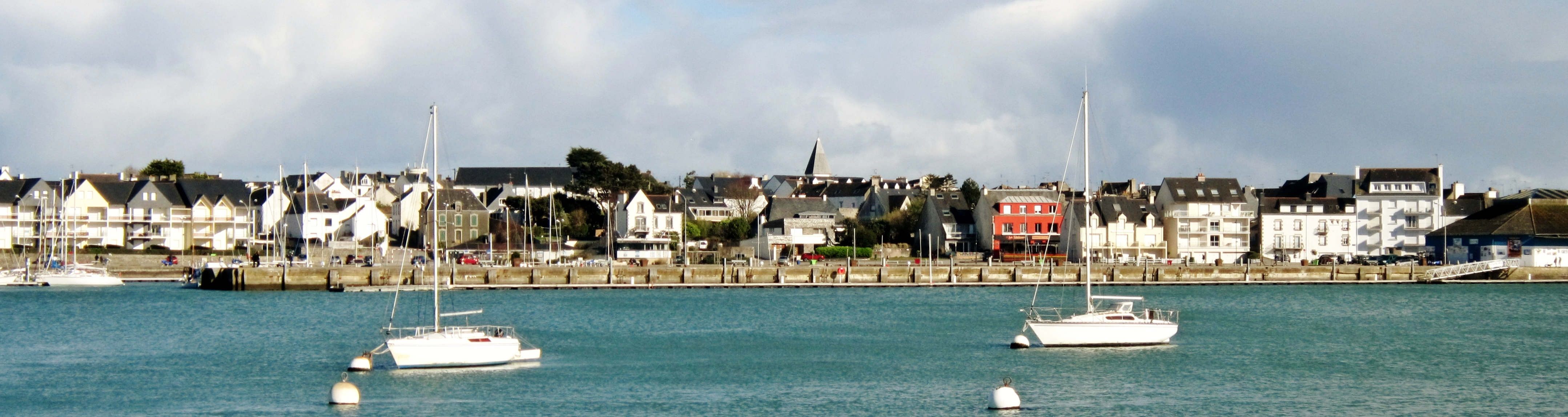
Le port et la ville d'Étel (rive gauche de la Rivière d'Étel) vus du Magouër (rive droite).

## Urbanisme

### Typologie
Au 1er janvier 2024, Étel est catégorisée petite ville, selon la nouvelle grille communale de densité à sept niveaux définie par l'Insee en 2022.
Elle appartient à l'unité urbaine de Belz, une agglomération intra-départementale regroupant trois  communes, dont elle est ville-centre,,. Par ailleurs la commune fait partie de l'aire d'attraction de Belz, dont elle est une commune du pôle principal,. Cette aire, qui regroupe 2 communes, est catégorisée dans les aires de moins de 50 000 habitants,.
La commune, bordée par l'océan Atlantique, est également une commune littorale au sens de la loi du 3 janvier 1986, dite loi littoral. Des dispositions spécifiques d’urbanisme s’y appliquent dès lors afin de préserver les espaces naturels, les sites, les paysages et l’équilibre écologique du littoral, tel le principe d'inconstructibilité, en dehors des espaces urbanisés, sur la bande littorale des 100 mètres, ou plus si le plan local d’urbanisme le prévoit.

### Occupation des sols
L'occupation des sols de la commune, telle qu'elle ressort de la base de données européenne d’occupation biophysique des sols Corine Land Cover (CLC), est marquée par l'importance des territoires artificialisés (80,4 % en 2018), en augmentation par rapport à 1990 (73,9 %). La répartition détaillée en 2018 est la suivante : zones urbanisées (80,4 %), zones humides côtières (5,1 %), zones agricoles hétérogènes (5 %), terres arables (4,8 %), eaux maritimes (4,4 %), milieux à végétation arbustive et/ou herbacée (0,3 %). L'évolution de l’occupation des sols de la commune et de ses infrastructures peut être observée sur les différentes représentations cartographiques du territoire : la carte de Cassini (XVIIIe siècle), la carte d'état-major (1820-1866) et les cartes ou photos aériennes de l'IGN pour la période actuelle (1950 à aujourd'hui).

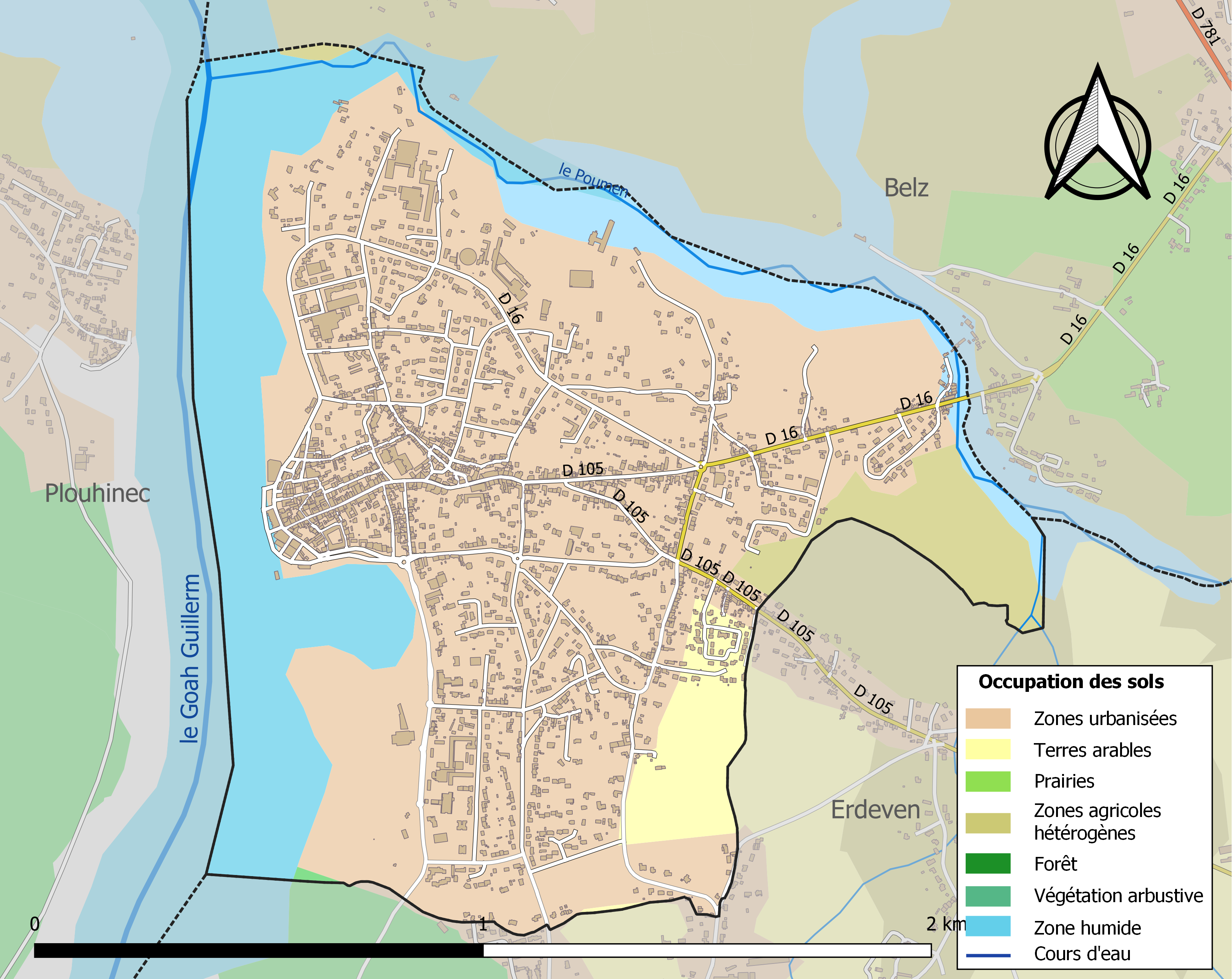
Carte des infrastructures et de l'occupation des sols de la commune en 2018 (CLC).
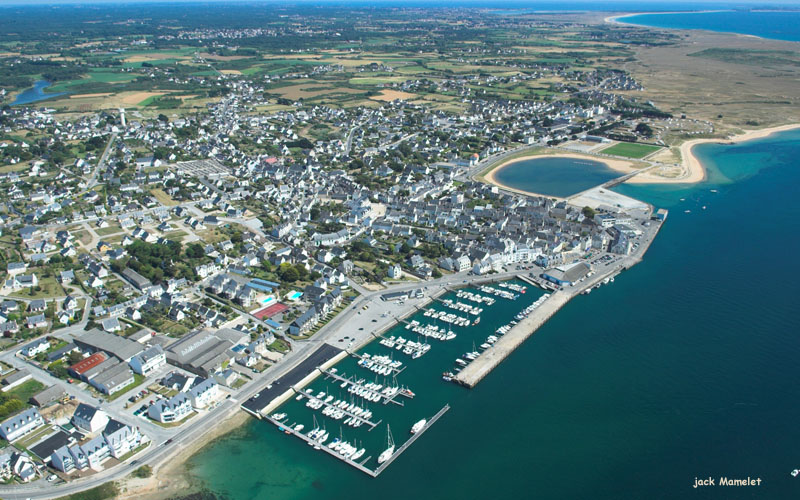
Étel vue du ciel.

## Toponymie
Déjà attestée sous la forme latine Ectell vers l'an 1000 dans le cartulaire de Sainte-Croix en Quimperlé, Hervé Abalain relève une forme Ectell flumen au XIe siècle où le latin flumen (flot, eau courante, courant, flux, fleuve…) fait clairement référence à l'aber. Ainsi, enk-tell flumen pourrait signifier « la côte / la terre / l'embouchure étroite de la rivière », possiblement (bien qu'historiquement incertain compte tenu du manque de données sur l'évolution de la géographie côtière locale au fil des siècles) en référence à la barre, banc de sable mouvant mais permanent, qui resserre considérablement la passe d'entrée et joue un rôle de réelle barrière très difficilement franchissable pour une embarcation, même moderne, les jours de ressac. On retrouve la forme Itell en 1636, et Intel en 1811.
Ainsi, il semble que le nom d'Étel soit intimement lié à la ria. Bien que d'origine incertaine, Étel viendrait du breton in tallus (terre ferme) ou plus probablement du vieux breton ectell (ou enk'tell) avec enk pour « étroit » ou « détroit ». Tell pourrait s'expliquer par tell / tallus, qui pourrait s'apparenter au gaulois *talutum (versant, côte…) ou *talos (front, pente raide…) ou encore le britonnique tal de même sens.[Information douteuse]
An Intel en breton.

## Histoire

### Préhistoire
En 1892 Félix Gaillard énumère et décrit dans la commune 3 dolmens en ruines, respectivement à Er Rogen, Roch'er Argant et Roch'er Crés.
Joseph-Marie Le Mené indique à la fin du XIXe siècle l'existence de dolmens ruinés près du bourg et Zacharie Le Rouzic en indique un en 1911, démoli par son propriétaire, près du moulin du Sac'h. Il n'existe plus de nos jours aucun monument mégalithique sur le territoire communal.

### Antiquité
Joseph-Marie Le Mené écrit en 1891 que l'on remarque des briques romaines tombées sur la grève et les fondements d'un mur romain dans la falaise près de Pen-er-Ster (Penester) [en fait au sud de la Pointe Pradic]. La villa gallo-romaine de Mané-Vechen se trouve en face d'Étel, sur la rive droite de la rivière d'Étel, mais dans la commune de Plouhinec).

### Moyen Âge
À la fin du Moyen Âge, des textes indiquent que les lieux de Kerevin et du Sac'h dépendaient de la seigneurie de Keravéon en Erdeven.

### LeXIXesiècle

#### Étel, simple village d'Erdeven
Étel était un simple village, dénommé aussi Saint-Pierre-d'Erdeven, d'Erdeven que A. Marteville et P. Varin décrivent ainsi en 1843 :

« Intel ou Étel est un petit port avec bureau des douanes. Il compte plusieurs presses à sardines. On exporte celle-ci au loin, ainsi que l'oignon, dont la culture est très développée dans ce pays. L'entrée de la petite rivière qui donne son nom à ce port est fermée par un rocher que l'on nomme la barre d'Intel, et qui ne permet l'accès qu'aux barques et qu'aux navires d'un faible tonnage ; encore ceux-ci sont-ils tenus de profiter des grandes marées »

#### La création de la commune en 1850 et les modifications territoriales survenues
Une pétition en date du 6 août 1848 rédigée par les notables du village (armateurs, négociants, industriels de la sardine) demande la séparation d'avec Erdeven.
La paroisse d'Étel est créée le 2 septembre 1850 (une première chapelle sommaire fut édifiée en 1830 à Kerévin car Étel ne disposait jusque-là d'aucun lieu de culte, et une chapelle de meilleure qualité, devenue l'église paroissiale lors de la création de la paroisse, fut construite en 1835). La commune a été instituée par un décret promulgué le 7 août 1850 par démembrement de la commune d'Erdeven. La nouvelle commune a alors 1 022 habitants pour un territoire limité à 202 hectares.

« En 1850, l'essor du village avait amené les habitants de ce bout de terre qui borde la rivière d'Étel à réclamer leur autonomie communale (…). La rurale Erdeven a dû lui accorder chichement un maigre territoire, se réservant les dunes et les plages désertes, dont on ignore alors l'avenir touristique. (…) Étel jouit donc d'un petit territoire entre la rivière du Sac'h, qui sépare Belz d'Erdeven, et le ruisseau du Ré au bord des dunes de la Falaise (massif dunaire Quiberon - Gâvres (…). Cette commune devient un vrai port de pêche, accroché comme une bernique à son rocher face à la barre souvent dangereuse de l'entrée de la rivière, le plus près possible des dunes de la Falaise, dont il est séparé par le petit marais du Pradic. Le Magouër, réduit à quelques maisons, reste sous la dépendance de la commune de Plouhinec. Il fait cependant partie de l'ensemble portuaire étellois et servira d'abri d'hivernage pour les bateaux ; en effet la rivière est à la fois frontière et lien. Les sites antiques qui la bordent, Mané Vechen à l'ouest et la fosse à garum à l'est, nous rappellent la solidarité ancienne des deux rives. »

En 1863 un rapport du Conseil général du Morbihan écrit : « Le village d'Étel, lieu de pêche et petit port, demanda son érection en commune, appuyant cette demande sur ce que la population d'Étel, exclusivement commerciale, industrielle et maritime, ne pouvait partager la vie communale avec la population d'Erdeven, exclusivement agricole. Erdeven ne fit aucune opposition à cette demande (…). L'érection en paroisse eût lieu en même temps », mais, à la suite d'une erreur administrative seule la section A du cadastre fut érigée en commune, si bien que les villages de la section B du cadastre restèrent rattachés à la commune d'Erdeven alors qu'ils se retrouvèrent dans la paroisse d'Étel. En 1863 « les villages de la paroisse d'Étel [et] sept autres villages d'Erdeven, Le Cosquer, Kerveheny, Keranroué, Tehuen, Saint-Germain, Croix-Izan, Kerprat, demandent à s'annexer à Étel ». Cette demande ne fut que partiellement satisfaite, la plupart des villages restèrent dans la commune d'Erdeven, seuls ceux membres de la paroisse d'Étel, comme Pénester et Goh Lannec, étant annexés par la commune d'Étel par un décret du 17 décembre 1864. Les villageois de Keranroué, Kervénéhy, Le Cosquer et Saint-Germain réitérèrent en vain leur demande d'annexion à Étel en 1865.

#### La station de sauvetage d'Étel
Construite en 1866, la station de sauvetage en mer d'Étel reçoit son premier canot de sauvetage en 1867 grâce au soutien de l'impératrice Eugénie: la Seyne, un canot à avirons, comme les deux suivants : le Prosper Giquel en 1889 et le Papa Poydenot en 1913. Le premier canot à moteur dont dispose la station de sauvetage est le Vice-Amiral Schwerer en 1939 (il sauva trente-trois vies en vingt-neuf sorties entre 1939 et 1958 ; il est détruit lors du drame du 3 octobre 1958) ; le Vice-Amiral Schwerer II (un simple zodiac) lui succéda provisoirement. Le sixième canot de sauvetage d'Étel, le Patron Émile Daniel (dénommé ainsi en hommage au patron du Vice-Amiral Schwerer disparu lors du drame du 3 octobre 1958) lui succède en 1962. Il est placé dans un nouvel abri construit face à la glacière municipale et inauguré le 5 septembre 1962. Le Champlain lui succède en 2004 et le Nohic en 2013.

#### Des naufrages fréquents au niveau de la barre d'Étel
Alfred Bertrand écrit en 1888 qu'« il ne se passe pas d'année que l'on ne signale plusieurs sinistres causés par la barre d'Étel ». La liste exhaustive des naufrages survenus et des bateaux secourus serait trop longue et se perd dans la nuit des temps, faute de documents écrits pour les dates lointaines, sauf exception : par exemple le journal Le Publicateur du 5 novembre 1838 évoque le naufrage d'une chaloupe sur la barre d'Étel ; les cinq hommes à bord furent noyés. Quelques exemples plus récents : le 30 juin 1887 la chaloupe Jeune-Lucie, montée par cinq hommes d'équipage et un mousse, qui se rendait sur son lieu de pêche, chavire en franchissant la barre d'Étel ; le gardien du phare donna l'alerte et les hommes furent sauvés par le canot de sauvetage d'Étel. En 1889, le prix Prosper Giquel est attribué à l'équipage du canot de sauvetage d'Étel pour le sauvetage de deux hommes de l'équipage du sloop Étel, des six hommes de l'équipage de la chaloupe La Colombe. En 1892 le prix Thomassy est attribué à la station de sauvetage d'Étel pour le sauvetage de 18 hommes à bord des chaloupes de pêche V. B. le 18 août 1891, Belliqueuse le 30 novembre 1891 et Première le 21 mars 1892. Un autre prix, le prix du commissaire de la Marine Adelson Cousin, est attribué à la station d'Étel pour avoir secouru le 14 mai 1898 avec son canot de sauvetage , le Prosper-Giquel, une barque de pêche, le Saint-Joseph, échoué sur la barre d'Étel. Le même canot de sauvetage sauve 7 hommes du Forbin le 26 février 1904. Le 25 mars 1914 le dundee Alexandrine s'échoue au niveau de la barre d'Étel ; l'équipage fut sauvé grâce à un système de va-et-vient. Le 7 mai 1937 le bateau de pêche La-Sœur-des-Quatre-Frères s'échoue au niveau de la barre d'Étel ; l'équipage est sauvé par le canot de sauvetage d'Étel (patron Le Floch), qui avait déjà secouru deux autres bateaux la même année, le 11 mars et 26 avril 1937. Le 16 janvier 1938 l'équipage du dundee Peau-d'Âne est sauvé grâce à un système de lance-amarres.

#### La pêche sardinière et sa reconversion
Le cadastre de 1845 fait état de l'existence à Étel de six presses à sardines et d'un établissement pour confire la sardine. Une enquête de 1847 recense cinq presses à sardines (celles d'Alexandre-Marie Somyé fils, de Marquet, de la veuve Plumette, de Louis Le Port et de Louis Parfait Le Gloahec), toutes créées entre 1805 et 1827, qui emploient en tout cinquante-cinq ouvriers pendant environ quatre-vingts jours chaque année (le sel utilisé venait du Croisic).
La création, grâce à la mise au point de l'appertisation, en 1850 d'un « établissement pour confire la sardine » à Étel fut à l'origine de l'essor du port sardinier, transformant le petit village de pêcheurs en une petite ville. Les presses d'antan sont abandonnées et c'est à qui créera sa friterie, les chevalets permettant de sécher les sardines avant leur préparation en vue de leur mise en boîtes s'étendant un peu partout dans les rues. Cet essor prit fin avec la raréfaction des sardines à partir de 1880, la crise sardinière culminant en 1902-1903.

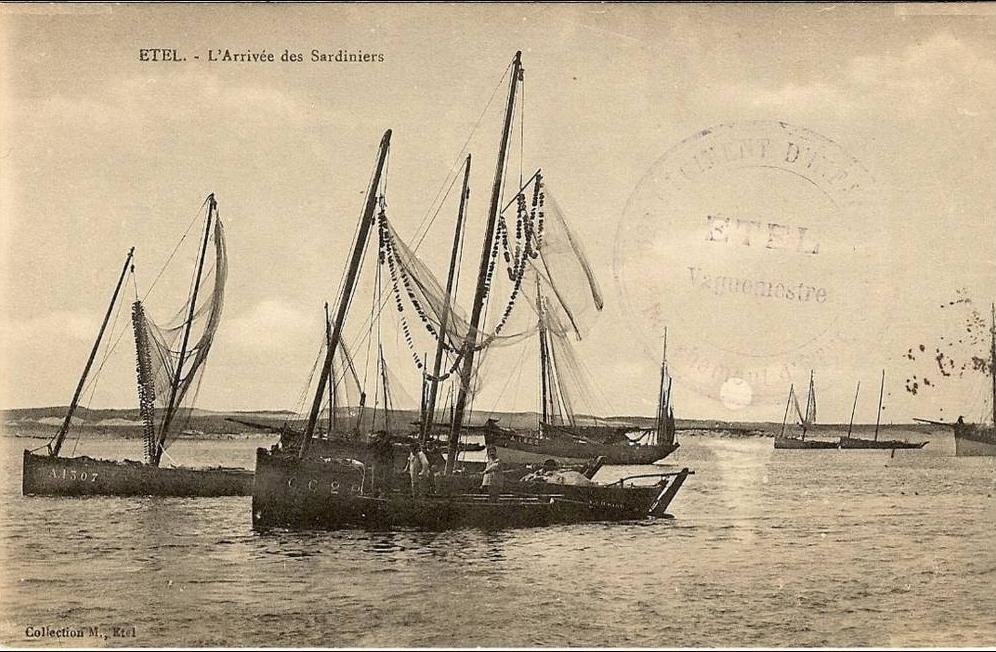
Étel : l'arrivée des sardiniers (carte postale début XXe siècle).

Le musée des thoniers d'Étel décrit ainsi l'activité sardinière : « Chaque jour les sardiniers d'Étel partaient pour une, voire deux marées. Profitant du courant de jusant (marée descendante) les embarcations descendaient et quittaient ainsi la rivière sous voiles pour rejoindre les Courreaux de Groix, zone de pêche privilégiée par les Étellois se situant entre le continent et l'île de Groix. Il leur arrivait également d'exploiter les courreaux de Belle-Île. Une fois sur zone, les voiles sont affalées, le grand mât démâté. Chacun des cinq marins prend son poste : deux matelots à l'avant (les « Teneurs debout »), manœuvrant chacun un grand aviron ; un matelot au centre ; à l'arrière le mousse se tient près du patron à la barre, ralingue du filet en main ». Le filet utilisé le plus couramment, tiré à l'arrière du bateau, était un filet droit de 25 à 35 mètres de long et haut de 8 à 14 mètres aux mailles en lin ou en chanvre, marron à l'origine, puis teinté au sulfate de fer pour le confondre avec la couleur de l'eau ; la ralingue de surface du filet était munie de flotteurs en liège et la ralingue inférieure lestée de quelques petits sacs de sable ou de galets.

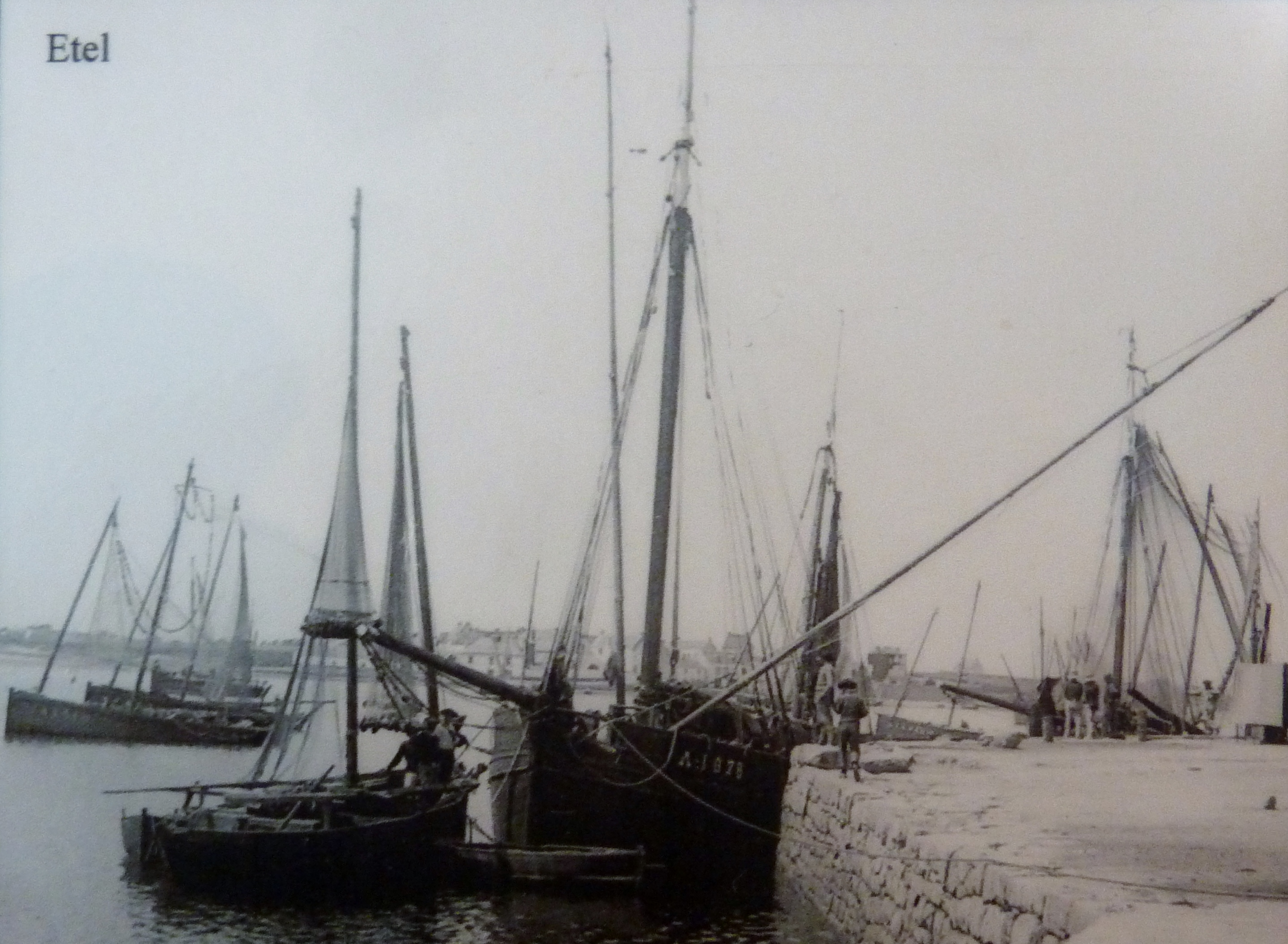
Chaloupes sardinières dans le port d'Étel au début du XXe siècle.

La pêche terminée, il fallait se presser de rentrer au port en raison de la fragilité de la conservation du poisson et pour espérer en tirer des usiniers le meilleur prix (sauf lorsque ceux-ci étaient les armateurs des bateaux). À terre on surveillait le retour des bateaux et une cloche alertait le personnel des usines (les conserveries remplaçant progressivement les presses à sardines et les confiseries), essentiellement des femmes, pour qu'elles prennent leur poste.
Une enquête de 1877 recense à Étel 109 chaloupes et quinze caboteurs pour la pêche au chalut du gros poisson (employant 650 personnes au printemps) et deux cents chaloupes pour la pêche à la sardine (employant jusqu'à mille personnes pendant la saison de pêche), ainsi que la présence de dix conserveries (employant neuf cents personnes pendant la saison de pêche), deux chantiers navals, une corderie et une fabrique de chiffons.
Alfred Bertrand écrit en 1888 que l'on compte dans le port d'Étel environ 150 barques de pêche, mais que « depuis que la sardine s'est éloignée des côtes de Bretagne, l'importance d'Étel a considérablement diminué. Les marins d'Étel, habitués à pêcher la sardine qui, jadis, était pour eux d'un rendement certain, ne se sont décidés qu'à la longue à modifier leurs engins et à courir la haute mer pour « chasser », comme ils disent, le thon, le homard, la daurade, le mulet, le turbot, la barbue, les grosses espèces en un mot. Aujourd'hui la production d'Étel en grosses pièces (…) concourt, pour une bonne part, à l'alimentation parisienne. Il n'est pas douteux (…) que cette production augmenterait dans des proportions considérables, si la rivière d'Étel était d'un abord plus facile pour les barques de pêche. (…) Or, si l'accès au port est difficile, par contre il offre un refuge d'une sécurité absolue ». Il écrit aussi que « l'établissement d'une voie ferrée reliant Étel à Lorient » faciliterait la prospérité du port. Le 16 janvier 1938 l'équipage du dundee Peau-d'Âne est sauvé grâce à un système de lance-amarres.
À partir de 1880 une série de crises, qui culminent entre 1902 et 1910, ébranlent l'activité sardinière car le poisson s'est éloigné de la côte bretonne et la concurrence ibérique se développe, ce qui entraîne des conflits sociaux et suscite l'essor de la pêche au thon germon qui devient prépondérante dans la première moitié du XXe siècle.

#### Étel décrit en 1889
Benjamin Girard décrit ainsi Étel en 1889 :

« Pendant longtemps Étel est resté une section de la commune d'Erdeven. Le bras de mer formant son port a été la cause de sa prospérité, qui a amené, il y a quelques années, son érection en commune. Le port d'Étel, où une station de canot de sauvetage a été créée en 1867, est situé sur la rive gauche de la rivière de ce nom, à un mille et demi environ de son embouchure dans l'Océan. Cette rivière, dont l'embouchure se fait au milieu des dunes de sables, a un cours très irrégulier : en amont du port elle forme de nombreuses anses qui reçoivent et jettent les eaux de la mer, amenées par le jeu des marées ; l'entrée est fermée par une barre de sable qui émerge à basse mer et laisse, à l'est et à l'ouest, deux passes présentant souvent de grandes difficultés aux bateaux voulant pénétrer en rivière. Cette barre est mobile et se déplace suivant la direction des vents et des lames ; en hiver, elle est habituellement infranchissable. Le sémaphore, placé à l'embouchure de la rivière, signale aux navires l'état de la barre et indique si elle est praticable ou non. Une fois la barre franchie, le port présente un abri excellent ; il a 200 mètres de largeur ; le débarquement y est facilité par un mur de quai placé le long du chenal, et par une cale. »

Le même auteur indique aussi que les habitants demandent que l'on fasse sauter une roche dénommée « Petit-Chaudronnier », située au milieu de la passe ouest de la barre ; cet écueil provoquait de nombreux accidents de mer : par exemple quatre chaloupes y chavirèrent pendant la seule année 1886 et l'équipage formé de cinq hommes de l'une d'elles, la Sainte-Hélène, se noya.
L'épidémie de variole qui frappa la région entre 1887 et 1889 fit, pour la seule année 1888, 51 malades (dont 26 morts) à Étel.
Une décision ministérielle datant du 13 août 1887 approuva l'aménagement du port d'Étel, prévoyant notamment la construction d'un môle de 88,5 mètres de longueur en prolongement du môle déjà existant, et d'une cale ; en 1889 les travaux étaient en cours d'exécution. Étel possédait alors plusieurs usines pour la préparation de conserves de sardines ; son port avait aussi alors un modeste trafic de cabotage (quatre-vingts navires le fréquentèrent en 1885).

#### Les débuts de l'ostréiculture
En 1892 Stéphan, d'Erdeven, obtient après de nombreux débats le droit d'implanter et d'exploiter une concession ostréicole dans l'îlot du Nohic (qui dépend de la commune de Plouhinec) au cœur de la ria d'Étel ; il exploita cette concession jusqu'en 1935 et d'autres ostréiculteurs lui succédèrent au fil des ventes successives.

### LeXXesiècle

#### La Belle Époque

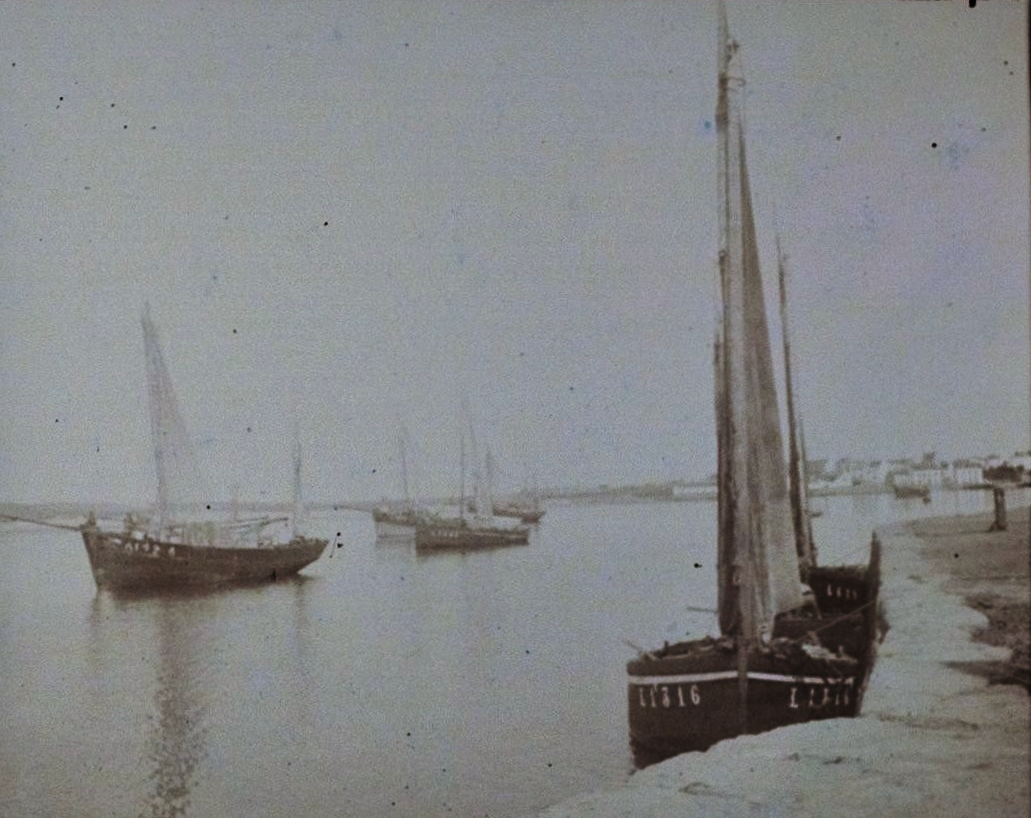
Bateaux dans le port d'Étel en 1913.

Le projet de construction d'une voie ferrée reliant Étel à Auray, évoqué à plusieurs reprises dans le dernier quart du XIXe siècle n'aboutit pas ; par contre une demande de concession pour une ligne de tramway reliant Étel à La Trinité-sur-Mer (où elle devait être raccordée à une ligne allant de Locmariaquer à Vannes qui ne fut jamais construite) reçut un avis favorable en 1899 (M. Payot constitue le 2 juillet 1899 la Société Anonyme du Chemin de Fer Économique de La Trinité-sur-Mer à Étel, transformée ensuite en Société Anonyme du Tramway de La Trinité-sur-Mer à Étel, laquelle obtient une concession de cinquante ans pour la construction et l'exploitation de la ligne qui ouvrit en 1901 (elle croisait la ligne de chemin de fer d'Auray à Quiberon en gare de Plouharnel - Carnac).

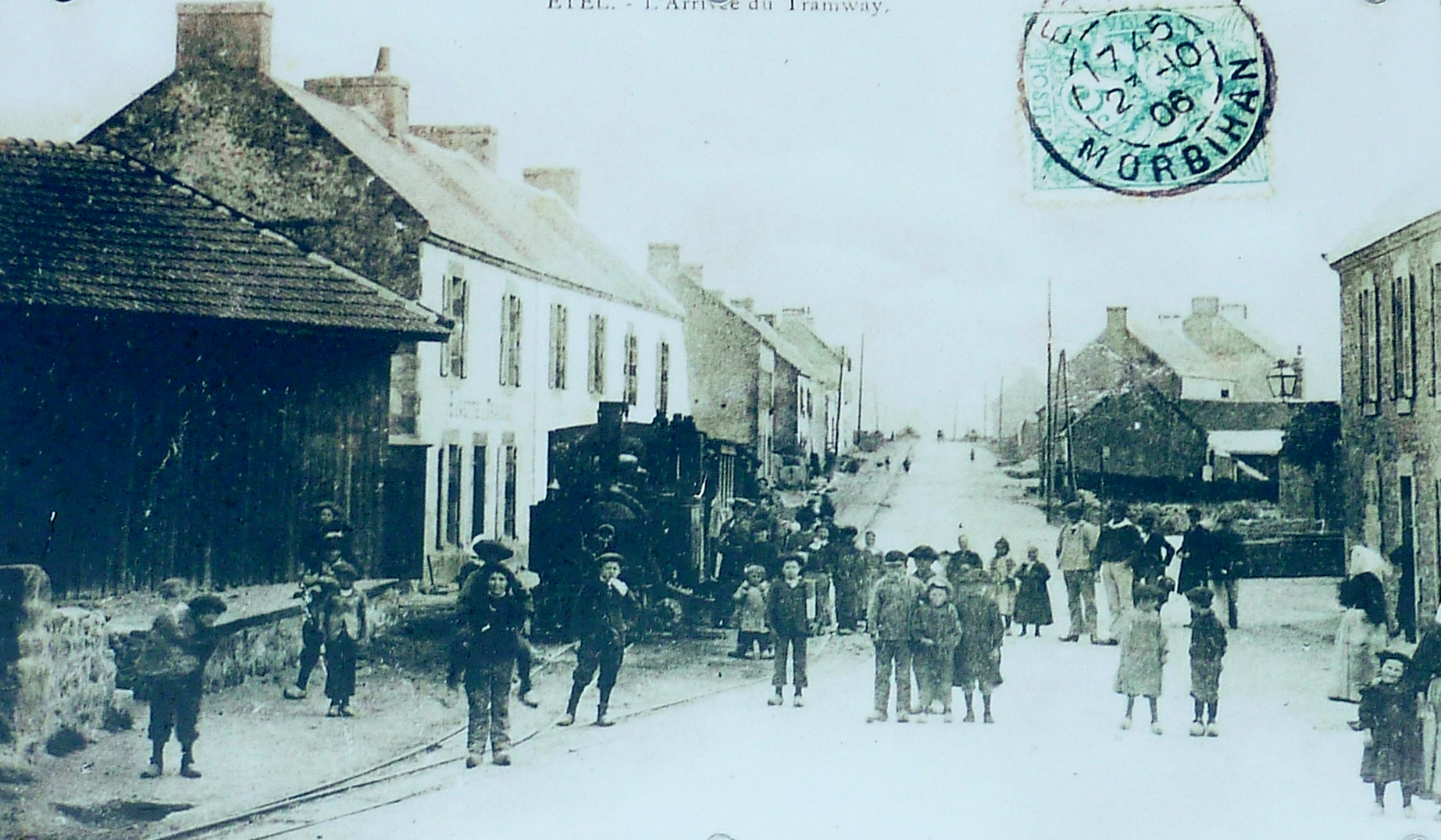
L'arrivée du tramway à Étel vers 1906 (carte postale).
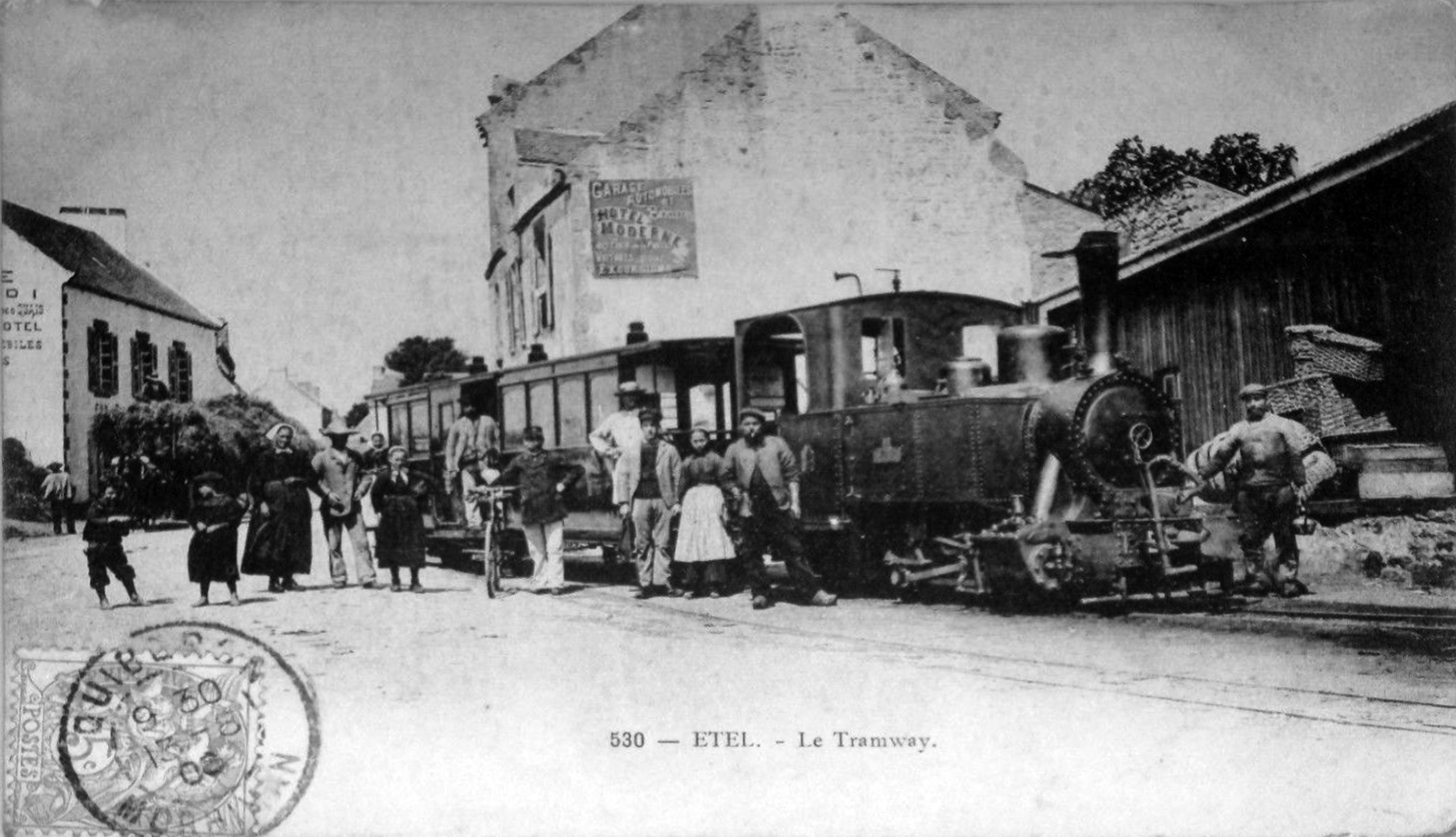
Le tramway d'Étel à La Trinité-sur-Mer vers 1908.
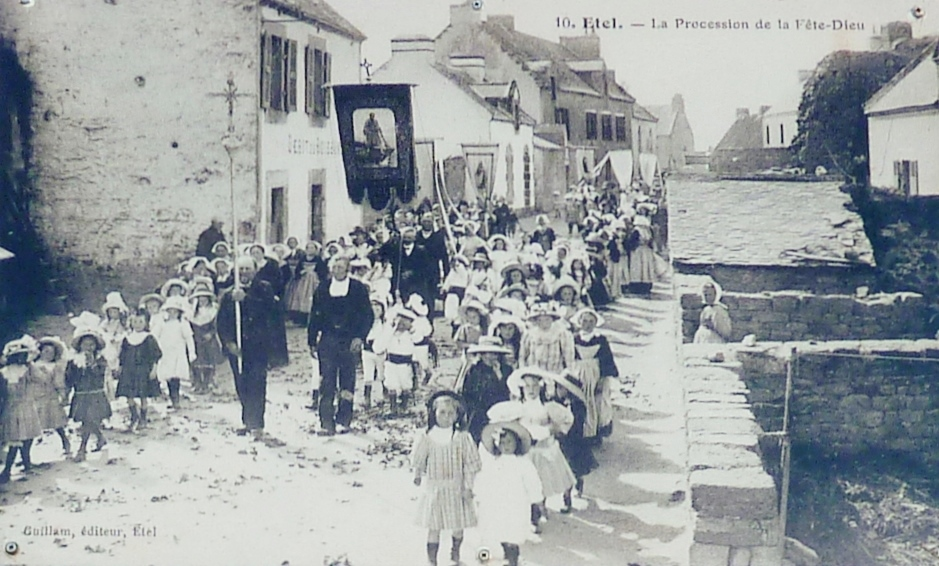
La procession de la Fête-Dieu à Étel au début du XXe siècle (carte postale).
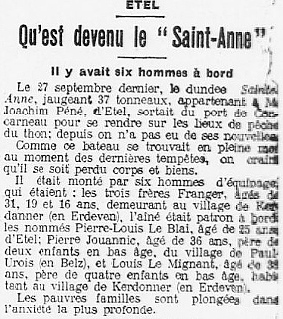
La disparition du dundee Sainte-Anne en 1912 (journal L'Ouest-Éclair).

En 1906, la revue catholique Le Correspondant déplore qu'à Étel, de même que dans les ports voisins, on ne voit que très peu d'hommes à la messe, mais que les femmes par contre y assistent nombreuses. L'inventaire des biens d'église prévu le 9 mars 1906 ne put être effectué, malgré la présence de quatre gendarmes, en raison de l'opposition des paroissiens[réf. nécessaire].

#### La Première Guerre mondiale
L'exploitation de la ligne de tramway de La Trinité-sur-Mer à Étel fut suspendue dès le 2 septembre 1914 en raison d'un arrêté de réquisition pris par le ministre de la Guerre : le matériel roulant est embarqué et une partie des installations démontées.
Le monument aux morts d'Étel porte les noms de 105 soldats et marins morts pour la France pendant la Première Guerre mondiale.

#### L'essor du port d'Étel: le port thonier

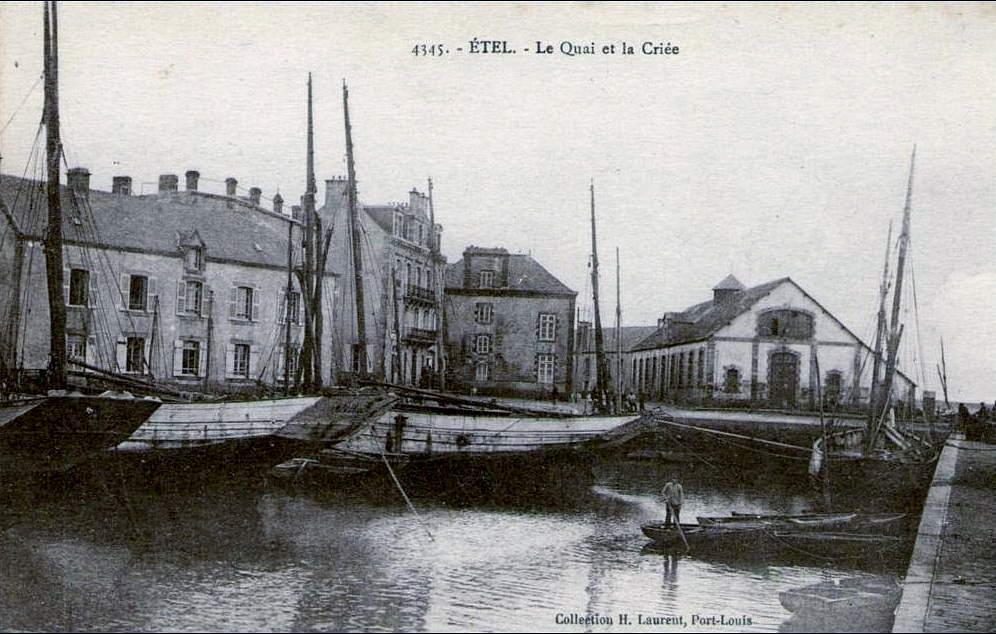
Étel : le quai et la criée vers 1920 (carte postale H. Laurent).

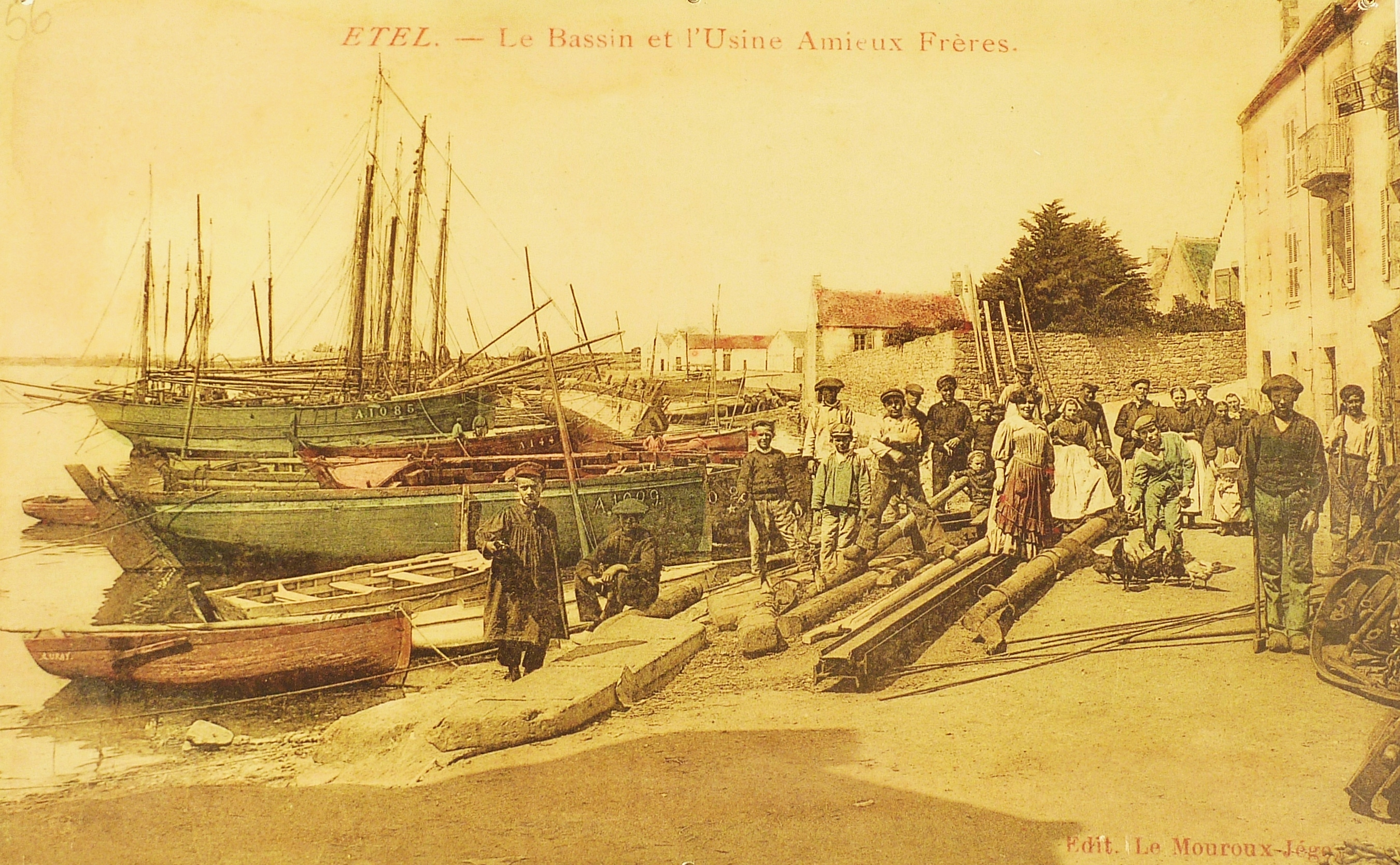
Étel : le bassin du port et l'usine de conserves Amieux Frères au début du XXe siècle (carte postale).

Après la crise sardinière qui frappe Étel comme tous les autres ports sardiniers de la côte sud de la Bretagne, imitant les marins grésillons, Étel se reconvertit dans la pêche au thon pratiquée à bord des dundee et à celle du maquereau. Très vite, au lendemain de la Première Guerre mondiale, d'importantes usines (usine Amieux et usine Saupiquet [cette dernière au Magouer], à capitaux nantais), disposant chacune de leur propre cale de débarquement, remplacent les presses et les petites friteries de la seconde moitié du XIXe siècle, qui étaient dispersées un peu partout dans le village. Vers 1930, Étel et Le Magouër disposent de 250 bateaux de pêche, dont en 1934-1935 trente-deux thoniers (qui chalutent au large de Belle-Île, de l'Île d'Yeu et sur le plateau de Rochebonne) et de cinq conserveries (les usines Rodel, Lorcy et Le Bayon s'étant ajoutées à celles précédemment citées), mais une part importante des prises sont débarquées à Concarneau qui dispose alors de vingt-sept usines de conserves, ainsi qu'à La Rochelle. Le port s'équipe du « quai neuf » dans la décennie 1930. Environ 980 marins s'embarquaient sur les dundees de la Rivière d'Étel dans la décennie 1930. La lettre « A » identifiait les navires de la côte Est (Étel et Belz) car ils dépendaient du quartier maritime d'Auray, et le lettre « L » ceux de la rive Ouest (Le Magouër, Le Vieux-Passage) car ils dépendaient du quartier maritime de Lorient.

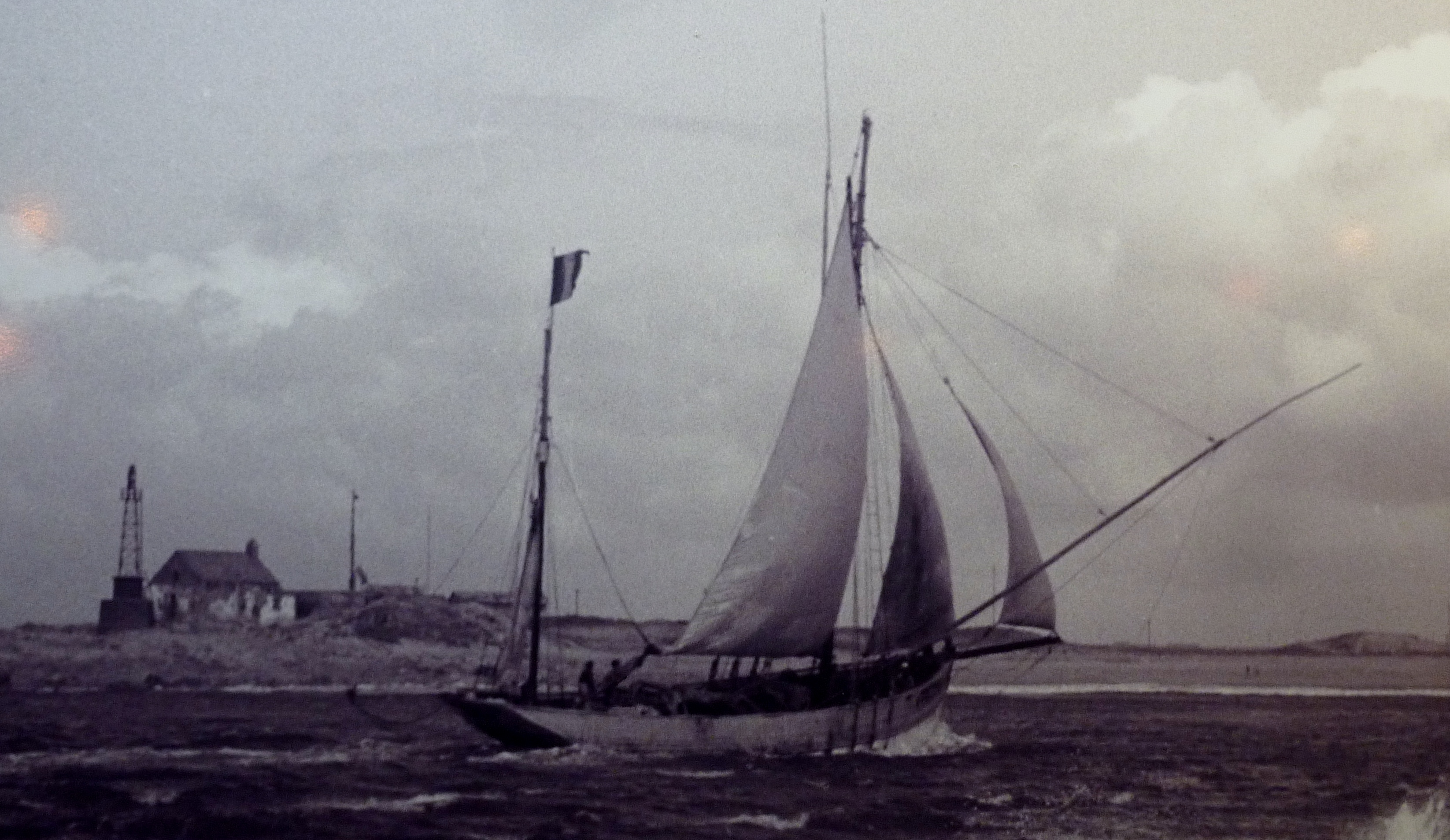
Dundee thonier franchissant la barre d'Étel (photographie, vers 1925).

L'équipage des thoniers était formé de cinq hommes et un mousse avant la Deuxième Guerre mondiale (six hommes et un mousse après). La préparation de la campagne thonière commençait en mai avec l'armement des bateaux (les marins raboutaient et carénaient la coque des bateaux, tannaient les voiles, vérifiaient le gréement, équipaient les tangons et préparaient les lignes. Au moment de partir, ils embarquaient les vivres (légumes, eau, vin, deux ou trois repas de viande fraîche et du lard conservé dans un charnier ; les autres repas étaient constitués de poissons et de pommes de terre). La campagne de pêche commençait aux alentours du 20 juin et durait jusqu'en octobre, chaque bateau partant pour une trentaine de jours à chaque fois. Les thoniers quittaient la ria d'Étel par leurs propres moyens si les vents étaient favorables ; sinon un remorqueur les tiraient « jusqu'en dehors ». La zone de pêche se situait en début de saison entre le Cap Finisterre et les Açores, pendant l'été dans le Golfe de Gascogne et en septembre-octobre jusqu'au sud-ouest de l'Irlande. Une fois sur place, les lignes étaient mises en place sur les tangons et la vitesse du bateau était réglée pour la pratique de la pêche à la traîne. Les bancs de thons étaient repérés à l'œil nu et en observant le déplacement des oiseaux. La pêche se pratiquait le jour. À partir de la décennie 1930 des leurres (appâts artificiels), constitués de crins de cheval teintés, étaient placés sur les hameçons doubles au bout des lignes auxquelles ils étaient reliés par un fil d'acier, chaque ligne étant fixée à un tangon par une corde en chanvre ; chaque tangon pouvait ainsi supporter 5 ou 6 lignes ; dès qu'un thon était pris, la ligne correspondante était remontée à la main à bord du bateau et le poisson hâlé sur le pont par-dessus la lisse de bord.
Les voiliers disparaissent rapidement de la flottille : ils sont encore 76 en 1946 ; les quatre derniers font en 1957 leur ultime pêche au germon.

#### L'Entre-deux-guerres

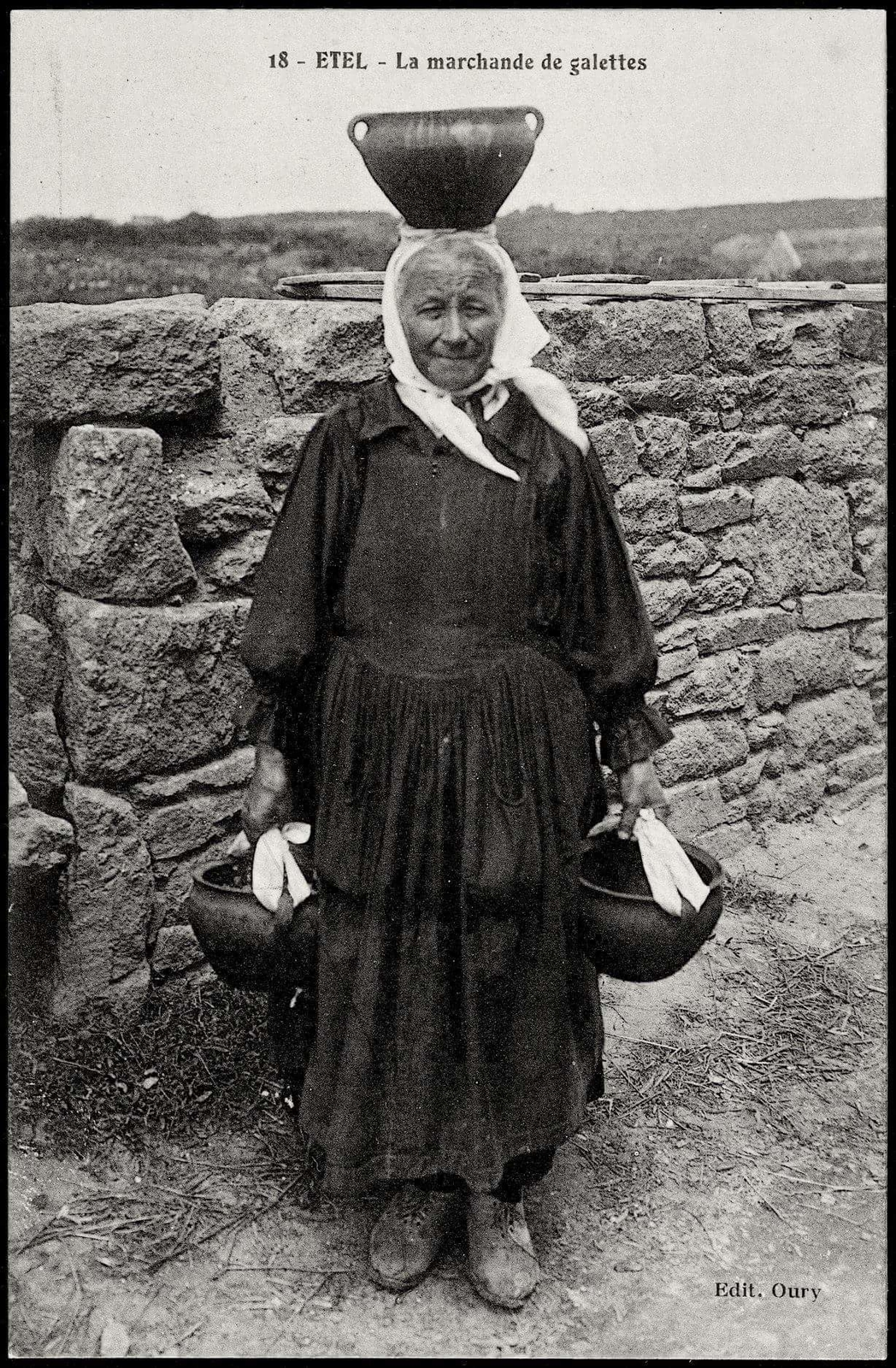
Étel : la marchande de galettes (vers 1920).

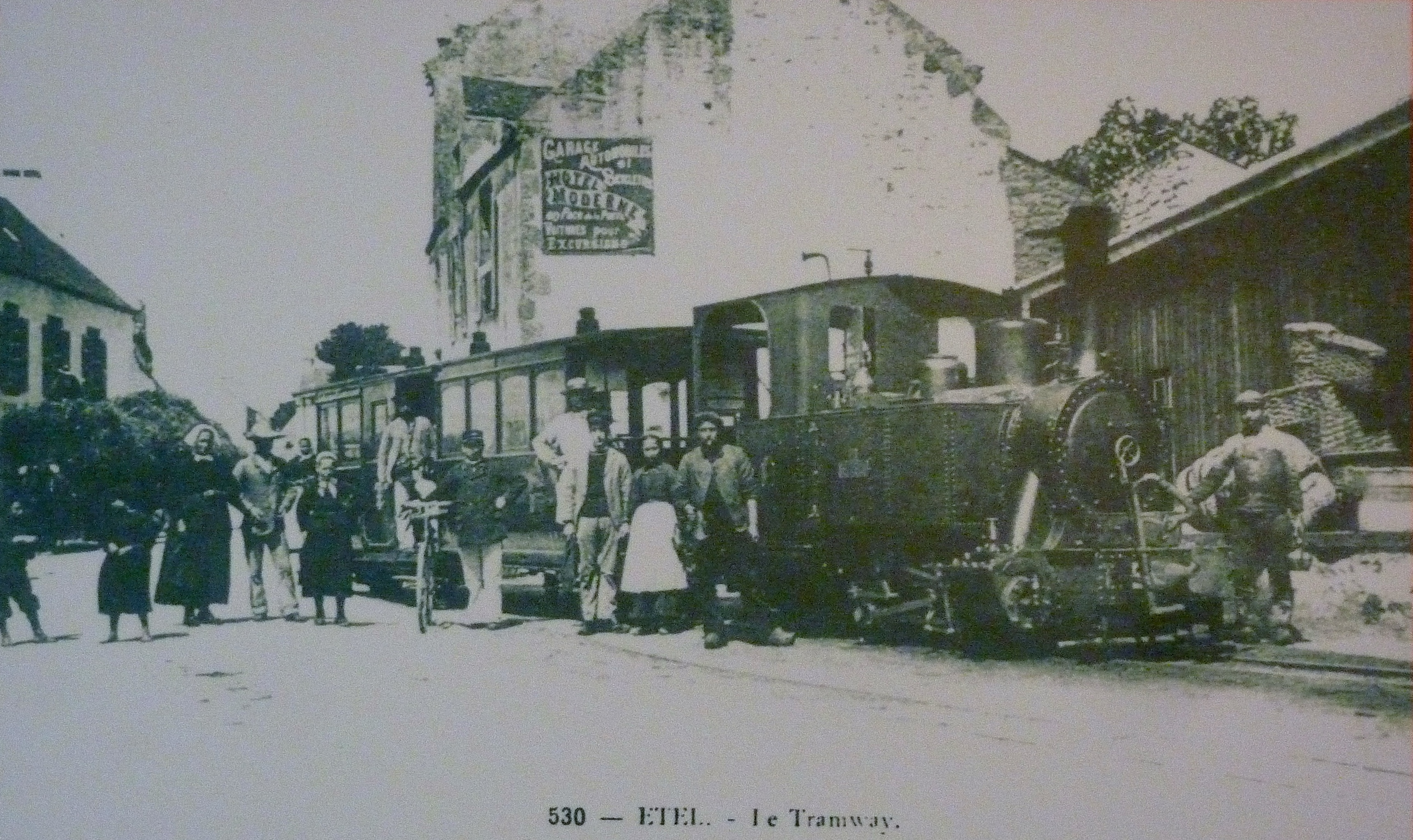
Étel : le tramway vers 1925 (carte postale, musée des thoniers d'Étel).

La ligne de tramway allant de La Trinité-sur-Mer à Étel est reconstruite à partir d'octobre 1921, transformée en ligne de chemin de fer à voie étroite dont l'exploitation commence en 1922 grâce à trois nouvelles locomotives achetées. La ligne avait une longueur d'un peu plus de vingt kilomètres, mais resta constamment déficitaire en raison de la faiblesse du trafic. Elle ferma dès le 13 novembre 1935 en dépit du transfert en 1934 de l'exploitation aux Chemins de fer du Morbihan, ce qui ne parvint pas à sauver la ligne, concurrencée à partir de 1933 par un transporteur routier d'Étel.

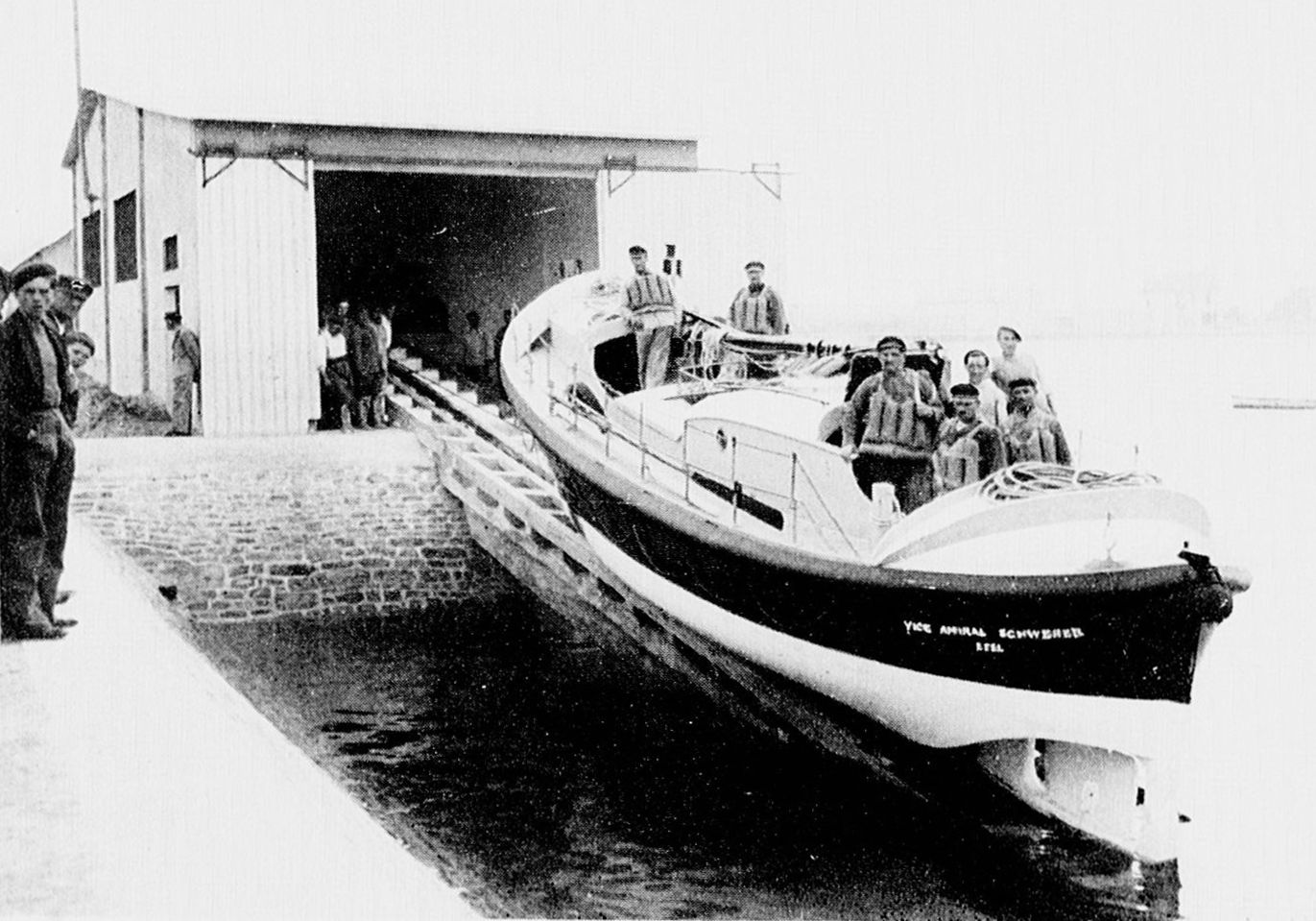
Inauguration du canot de sauvetage d'Étel, le Vice-Amiral-Schwerer le 1 juillet 1939 ; le canot sur sa rame de lancement (Annales du sauvetage maritime).

La tempête du 17 au 21 septembre 1930 : elle dura quatre jours et cinq nuits, frappant principalement la côte atlantique française ; 27 thoniers disparurent, partis principalement des ports bretons de Port-Louis, Groix, Étel, Douarnenez et Concarneau, provoquant la mort de 207 marins (dont 115 sont inscrits sur le monument des péris en mer d'Étel) et faisant 127 veuves et 197 orphelins. Dix bateaux d'Étel disparurent lors de cette tempête qui fut la plus forte et la plus meurtrière du XXe siècle en France. La liste des marins disparus est publiée le 16 octobre 1930 dans le journal L'Ouest-Éclair.
René Le Diraison, qui était mousse à bord de La Gueuse, un bateau commandé par son père, témoigne : « Le comportement du bateau était difficile car il prenait l'eau par l'avant du travers. Derrière nous, les hommes du Bonhomme Louis, un thonier de Port-Louis, nous faisaient signe d'aller à leur secours. Hélas le vent était si fort qu'il ne permettait plus aucune manœuvre. Plus tard nous avons appris qu'il avait chaviré et avait perdu deux hommes dont le patron… Le soir du 19 septembre nous étions en fuite vent arrière sur tourmentin. Les lames nous arrivaient par l'arrière et couvraient le bateau jusqu'à l'avant. Il fallut défoncer une partie des pavois pour faciliter l'évacuation de l'eau. Après une heure de pompage le bateau fut enfin asséché. Le lendemain après-midi, profitant d'une accalmie, la grand'voile fut réparée et nous fîmes route sur Étel »
Le 29 juin 1938 le guetteur du sémaphore de Gâvres découvrit en regardant vers l'est un navire immergé dont seul le mât, auquel un homme était agrippé, émergeait : c'était le patron de l' Anse du Sach, un thonier d'Étel ; les cinq hommes de l'équipage furent victimes du naufrage.
Le canot de sauvetage à deux moteurs Vice-Amiral-Schwerer est inauguré à Étel le 1er juillet 1939.
En 1933 une Commission de la Marine du Sénat reconnaît qu'« une entrave absolue était apportée au développement normal des communes d'Étel, d'Erdeven, de Plouharnel et de Plouhinec, par les sujétions et les dangers résultant pour elles de la proximité du champ de tir de Gâvres ; que le dommage ainsi causé pouvait être assimilé à une éviction et qu'il devait donc faire l'objet d'une juste et préalable indemnité ».

#### La Seconde Guerre mondiale
La pinasse Anne Louise sombra le 10 novembre 1941 en traversant la barre d'Étel ; quatre de ses neuf hommes d'équipage périrent noyés, les cinq survivants furent sauvés par des douaniers allemands. En cette circonstance, le journal L'Ouest-Éclair écrit que « le port d'Étel, toujours très actif (…) [a contribué] au ravitaillement du pays (…) par des apports massifs de thon ».

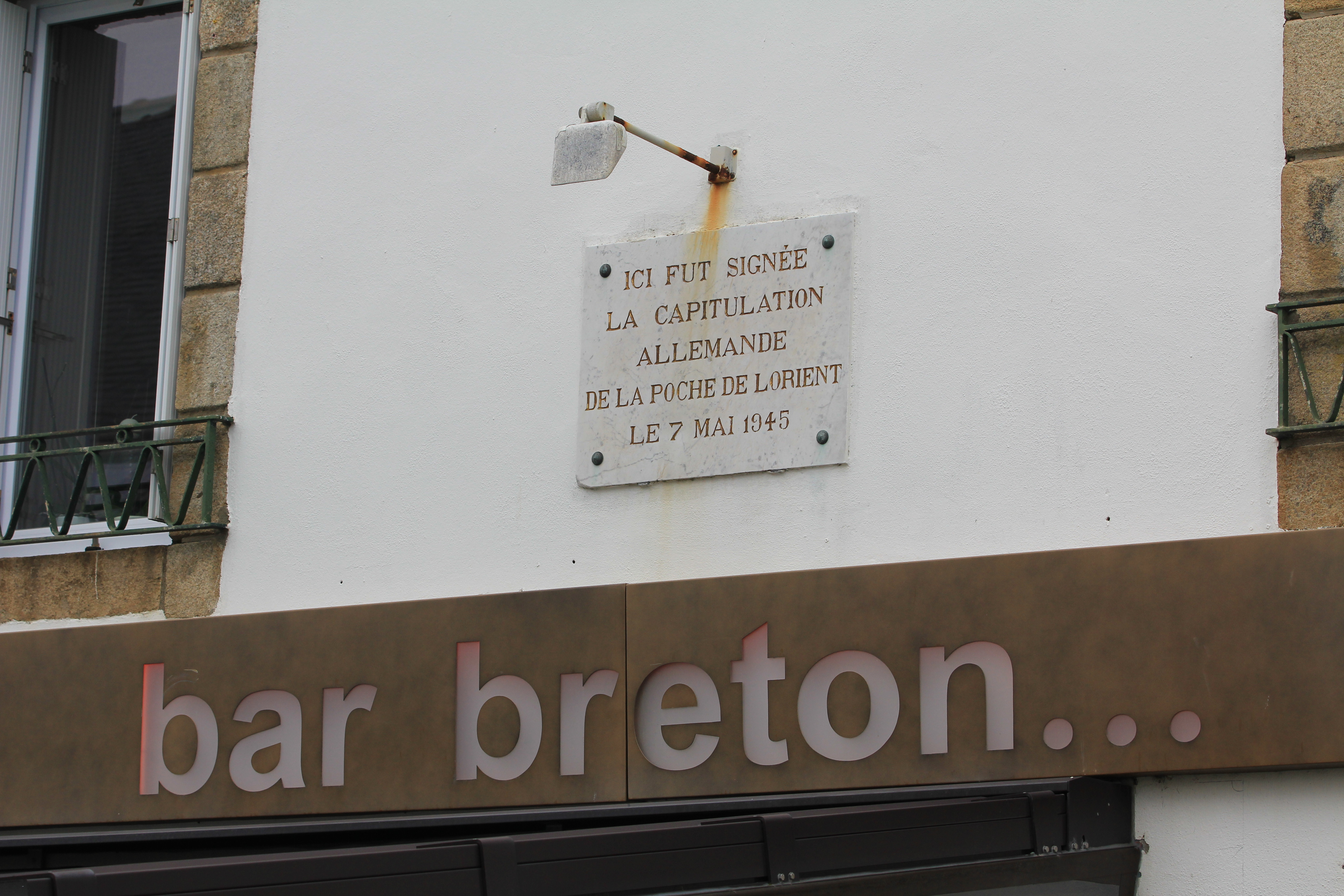
Plaque commémorant la reddition de l'armée allemande de la poche de Lorient le 7 mai 1945.

L'EAM (École d'apprentissage maritime) d'Étel est créée le 3 novembre 1941 ; elle compte quarante-deux élèves en 1942. Elle est devenue en 1995 le lycée professionnel maritime et aquacole d'Étel.
Le 13 mai 1944 le dundee Jouet des Flots est attaqué et coulé par un patrouilleur allemand.
Le monument aux morts d'Étel porte les noms de 22 personnes mortes pour la France pendant la Deuxième Guerre mondiale.
Une plaque commémorative apposée sur l'immeuble de la Caisse d'épargne rappelle la mémoire de cinq soldats de l'armée américaine tués entre le 4 et le 8 décembre 1944 (deux à Étel et trois à Erdeven) lors des combats de la poche de Lorient.
Les actes préliminaires à la reddition des troupes allemandes qui occupaient la poche de Lorient furent signés le 7 mai 1945 au « Bar Breton » d'été (la reddition eut lieu le 10 mai 1945).

#### L'après Seconde Guerre mondiale

##### L'apogée, puis le déclin, du port
Le quartier maritime d'Étel (lettre EL) est créé en 1947 (antérieurement les bateaux étaient immatriculés dans le quartier maritime d'Auray).
En novembre 1949 le thonier Jean-Gabriel, d'Étel, s'échoua sur des récifs à Quiberon ; l'accident fit trois morts.
Les premières années d'après-guerre sont les plus florissantes pour le port d'Étel, l'apogée se situant vers 1963-1964 : le nombre des marins-pêcheurs avoisine les 1 650 (dont 1 009 inscrits pour la pêche au large) et ceux-ci pratiquent désormais aussi la pêche au merlu jusque dans le canal Saint-Georges ; le port compte alors quatre-vingt-six bateaux de pêche (soixante-huit chalutiers, cinq sardiniers, sept thoniers) et compte alors cinq conserveries (qui complètent leur activité par la production de conserves de légumes primeurs) ; mais une crise de mévente survient dès les années 1953 à 1955 ; un renouveau s'esquisse (en 1959 Étel compte vingt-six mareyeurs) et au début de la décennie 1960 Étel est encore le 4e port français pour la pêche fraîche avec plus de 20 000 tonnes de poisson débarquées chaque année), mais ne dure pas et la criée ferme le 15 octobre 1963 (le poisson est désormais débarqué à Lorient ou à Concarneau), même si le port continue à être fréquenté par des bateaux qui viennent y faire leur avitaillement et leurs réparations (le slipway d'Étel est utilisé pour 190 bateaux en 1964). Le déclin du port est lié à ses difficultés d'accès (en raison de la barre d'Étel et du fait qu'il s'agit d'un port à marées, les bateaux ne pouvant entrer ou sortir que lorsque la mer est haute en raison de l'ensablement) et à l'insuffisance de ses équipements (seulement 250 mètres de quais véritablement utilisables) et surtout de son mareyage, handicapé par l'insuffisance de liaisons terrestres : aucune route nationale et aucune voie ferrée ne desservent le port. La dernière conserverie d'Étel (Le Bayon), ouverte en 1921, ferme en 1997.
Les armateurs étaient nombreux (en 1965, vingt-cinq patrons étaient propriétaires de leur bateau et par ailleurs treize armateurs possédaient en tout quarante-cinq bateaux de pêche) ; l'armement étellois était un milieu très fermé et les capitaux étrangers au port étaient peu représentés. Les bateaux étaient construits localement, le principal chantier naval étant situé au Pont-Lorois dans la commune de Belz. En 1966 le premier chalutier pêche-arrière français, à coque en bois, le Prélude, construit au Pont-Lorois, est mis en service à Étel, mais le déclin du port est malgré tout irréversible.

##### La glacière d'Étel

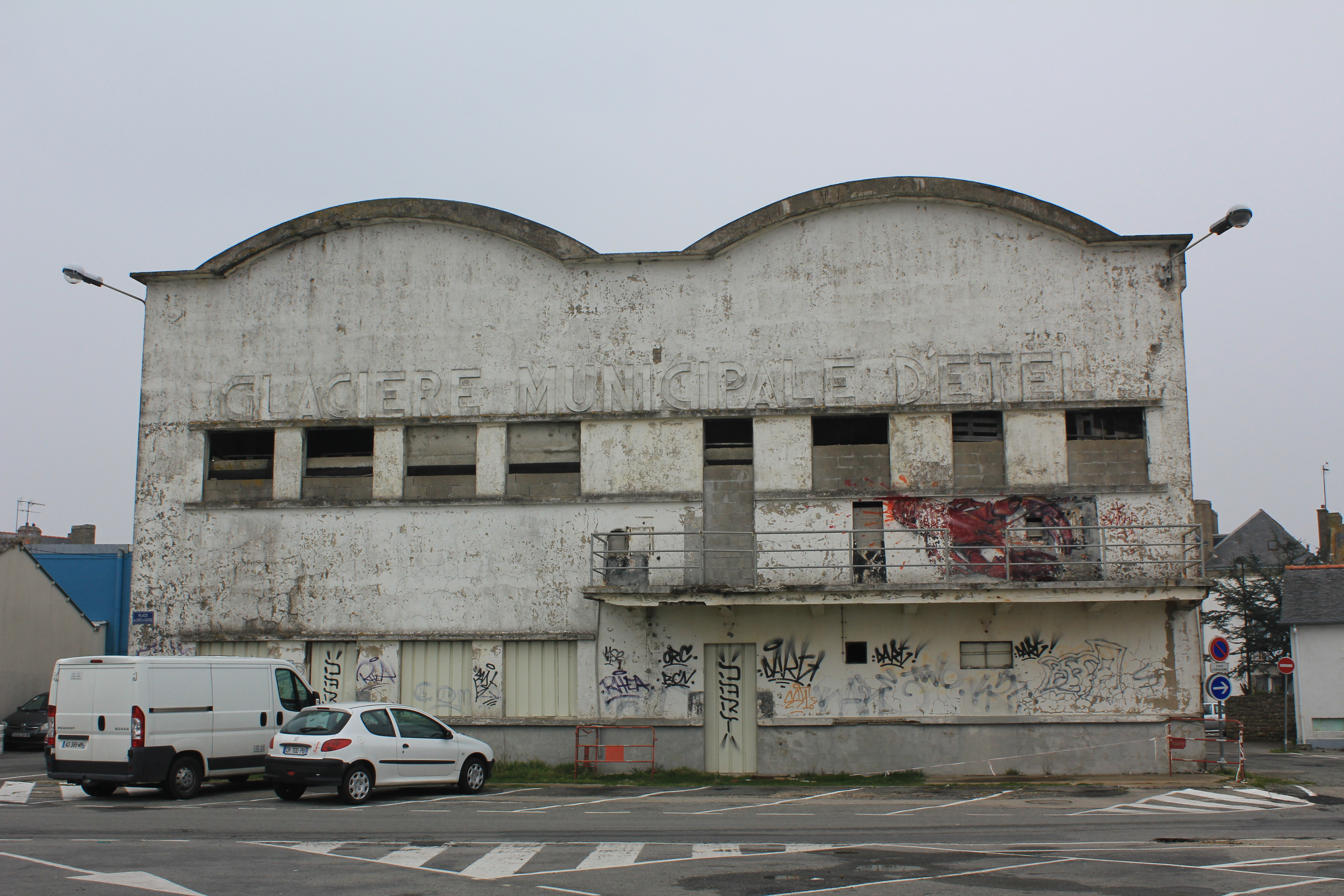
La glacière d'Étel en 2013 avant sa rénovation.

La glacière d'Étel, construite en 1938 (jusque-là les barres de glace étaient acheminées depuis la glacière de La Trinité-sur-Mer) et agrandie en 1947, produisait jusqu'à soixante-dix tonnes de glace par jour pour permettre la conservation des thons sur les thoniers. Elle fut désaffectée en 1972 en raison du déclin de la grande pêche et du développement de frigorifiques à bord des chalutiers modernes.

##### La Guerre d'Indochine
Un soldat originaire d'Étel est mort pour la France pendant la Guerre d'Indochine.

##### Le drame d'Étel

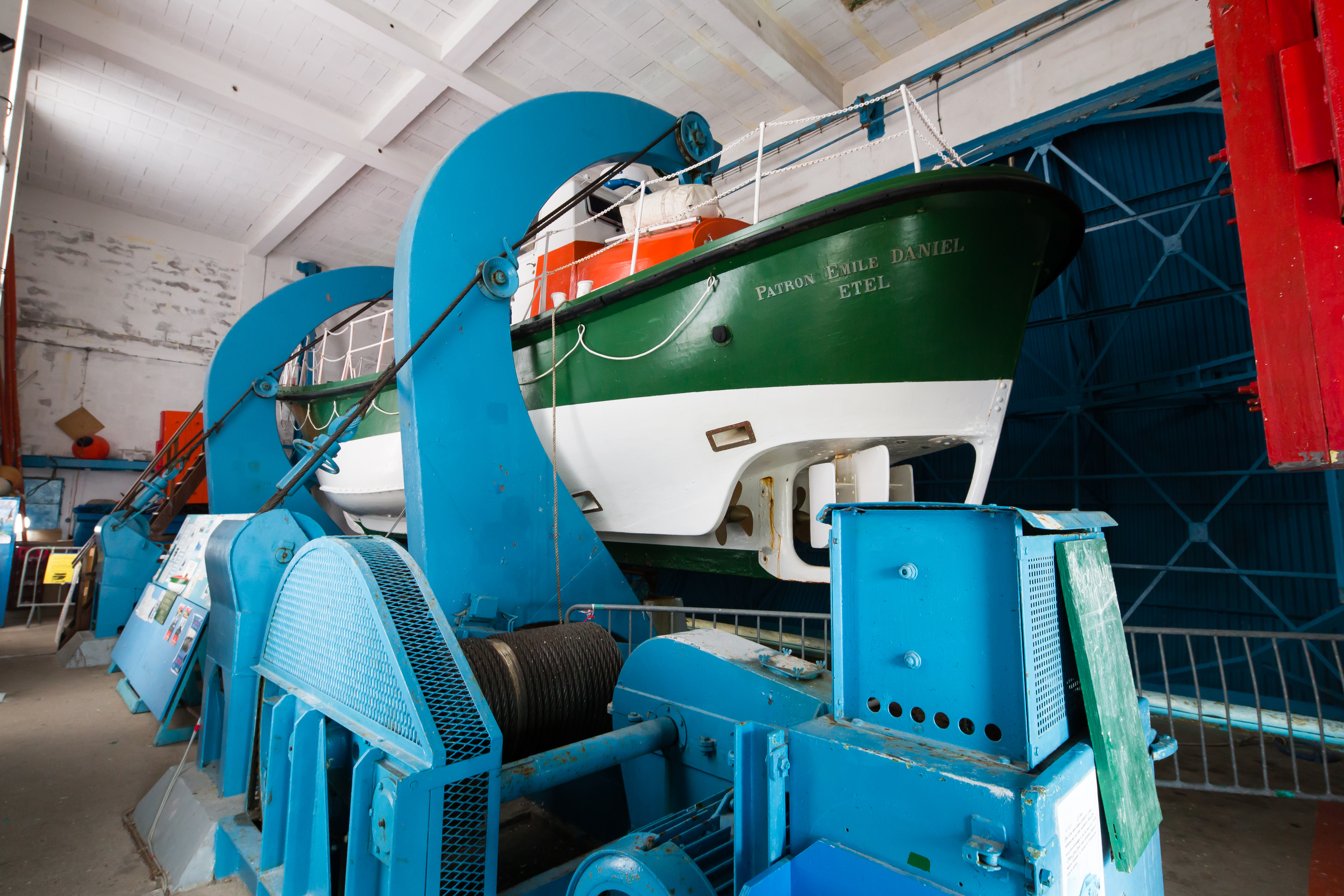
Le canot de sauvetage « patron Émile Daniel » suspendu aux bossoirs de la station de sauvetage en mer.

Afin de tester un nouveau type de canot de sauvetage, Alain Bombard, en compagnie de six volontaires, tente le 3 octobre 1958 de franchir à bord de son canot de survie de sa conception la barre d'Étel, grande lame à l'embouchure de la ria formée par la conjonction de la marée montante, le flot et les eaux qui s'écoulent de la rivière. Le canot se retourne alors, suivi peu après du Vice Amiral Schwerer II, le bateau de sauvetage présent sur zone afin d'assurer la sécurité et qui se retourne également. Le bilan est lourd : neuf morts dont quatre parmi les occupants du canot de survie et cinq parmi les marins sauveteurs de la station d'Étel ; Émile Daniel, patron du canot de sauvetage, en fait partie,. Par la suite, un des canots de sauvetage de la station d'Étel a été baptisé Patron Émile Daniel en sa mémoire. Ce canot a été en service de 1962 à 2003 ; une association œuvre à sa conservation au titre de la sauvegarde du patrimoine maritime.
En 2008, le musée des Thoniers et la ville d’Étel ont organisé une exposition commémorant le cinquantenaire de ce drame.
En janvier 1960, le chalutier en bois La Souriante est à son tour victime de la barre d'Étel et un hélicoptère de secours s'abîme en mer (l'accident fait deux morts). Le 29 février 1972, c'est au tour du Prélude, un chalutier à pêche arrière, de s'y échouer, mais il parvint à rentrer au port à la marée montante ; etc.
Des accidents continuent à se produire souvent au niveau de la barre d'Étel : par exemple un bateau de pêche promenade, qui sortait en mer en dépit de l'interdiction signifiée par l'aiguille du sémaphore, se retourne le 20 août 2020 ; les cinq personnes à bord purent être secourues.

#### Le projet de centrale nucléaire d'Erdeven et ses conséquences politiques locales
En 1974, sous la houlette d'Henri Rolland, alors maire de Belz et conseiller général UDR du canton, les cinq maires du canton (communes de Belz, Étel, Erdeven, Ploemel et Locoal-Mendon) approuvent dans un premier temps le projet de centrale nucléaire à Erdeven, le site faisant même figure de favori parmi les cinq sites de l'Ouest de la France envisagés.
Les opposants au projet, la plupart dans une logique NIMBY, mais associés au CRIN (Comité régional d'information nucléaire) d'Erdeven, réussirent à retourner la position de la majorité des élus locaux ; Michel Le Corvec, président du CRIN, est élu en 1977 maire d'Étel, battant nettement la droite favorable au projet nucléaire ; il peut être considéré comme ayant été le premier maire écologiste (avant même l'existence d'un parti écologiste) de Bretagne.

## Politique et administration

### Administration municipale
Le nombre d'habitants à Étel étant supérieur à 1 500 et inférieur à 2 499, le nombre de conseillers municipaux est 19. [réf. souhaitée]

### Jumelages
Au 23 juin 2010, Étel est jumelée avec :
- Killorgan (Irlande) depuis 1984[94].

## Population et société

### Démographie
L'évolution du nombre d'habitants est connue à travers les recensements de la population effectués dans la commune depuis 1851. Pour les communes de moins de 10 000 habitants, une enquête de recensement portant sur toute la population est réalisée tous les cinq ans, les populations de référence des années intermédiaires étant quant à elles estimées par interpolation ou extrapolation. Pour la commune, le premier recensement exhaustif entrant dans le cadre du nouveau dispositif a été réalisé en 2004.

En 2022, la commune comptait 2 058 habitants, en évolution de +5,97 % par rapport à 2016 (Morbihan : +3,82 %, France hors Mayotte : +2,11 %).
| 1851  | 1856  | 1861  | 1866  | 1872  | 1876  | 1881  | 1886  | 1891  |
| ----- | ----- | ----- | ----- | ----- | ----- | ----- | ----- | ----- |
| 1 074 | 1 142 | 1 361 | 1 770 | 1 867 | 1 995 | 1 988 | 1 995 | 1 926 |

| 1896  | 1901  | 1906  | 1911  | 1921  | 1926  | 1931  | 1936  | 1946  |
| ----- | ----- | ----- | ----- | ----- | ----- | ----- | ----- | ----- |
| 1 993 | 2 014 | 2 308 | 2 396 | 2 363 | 2 411 | 2 386 | 2 385 | 2 580 |

| 1954  | 1962  | 1968  | 1975  | 1982  | 1990  | 1999  | 2004  | 2006  |
| ----- | ----- | ----- | ----- | ----- | ----- | ----- | ----- | ----- |
| 2 841 | 3 085 | 3 074 | 2 762 | 2 445 | 2 318 | 2 165 | 2 081 | 2 035 |

| 2009  | 2014  | 2019  | 2022  | - | - | - | - | - |
| ----- | ----- | ----- | ----- | - | - | - | - | - |
| 2 063 | 1 948 | 2 054 | 2 058 | - | - | - | - | - |

### Enseignement
Étel est située dans l'académie de Rennes.
La ville administre une école maternelle et une école élémentaire communales.
Le département gère le collège de la rivière d'Étel et la région Bretagne le lycée professionnel Émile-James, spécialisé dans les métiers du nautisme et de la carrosserie et le lycée professionnel Maritime et Aquacole spécialisé dans les métiers de la mer (Matelot, Pêche, Conchyliculture, Electromécanicien marine et encadrants dans le commerce maritime).
Étel compte également un établissement privé : l'école Sainte-Anne.

### Santé
La commune accueille une pharmacie.

## Le CROSS Étel
Le CROSS Étel (Golfe de Gascogne) et le Centre régional opérationnel de surveillance et de sauvetage de la pointe de Penmarc'h à la frontière franco-espagnole, coordonnant l'action de quarante-deux stations de sauvetage de la SNSM de la côte Atlantique, des moyens aériens de la Marine nationale, de l'Armée de l'air, de la Gendarmerie nationale et de la Sécurité civile ; le CROSS Étel coordonne chaque année trois mille opérations de sauvetage et d'assistance.

## Économie

### Revenus de la population et fiscalité
En 2006, le revenu fiscal médian par ménage était de 16 997 €, ce qui plaçait Étel au 11 023e rang parmi les 30 687 communes de plus de cinquante ménages en métropole.

## Culture locale et patrimoine

### Lieux et monuments
- La station de sauvetage en mer, inscrite au titre des monuments historiques le 8 août 2008[105] ; son ancien canot de sauvetage Patron Émile Daniel.
- La Glacière d'Étel, emblématique du patrimoine portuaire étellois, en cours de restauration, avec l'aide de la Fondation du patrimoine (mission Stéphane Bern)[106].
- La barre d'Étel.
- La rivière d'Étel ou Ria, rejoint à Étel par le Sach.
- L'église paroissiale de la Nativité de Notre-Dame, dite aussi église Notre-Dame-des-Flots, a été construite en 1841 et agrandie en 1888 ; les vitraux de 1889, l'actuel clocher date de 1967[34]. Le chœur est orné de la fresque La Vierge et la mer, du peintre morbihannais Xavier de Langlais évoquant les pêcheurs et les conserveries (1958)[107].
- Le château de la Garenne, siège du Cross Étel, construit vers 1860, ancienne propriété du marquis Auguste Massa de Malaspina (en fait un escroc fils d'un chapelier niçois, faux marquis et peut-être même serial killer selon les recherches menées par l'historien Bernard Monfort)[108].

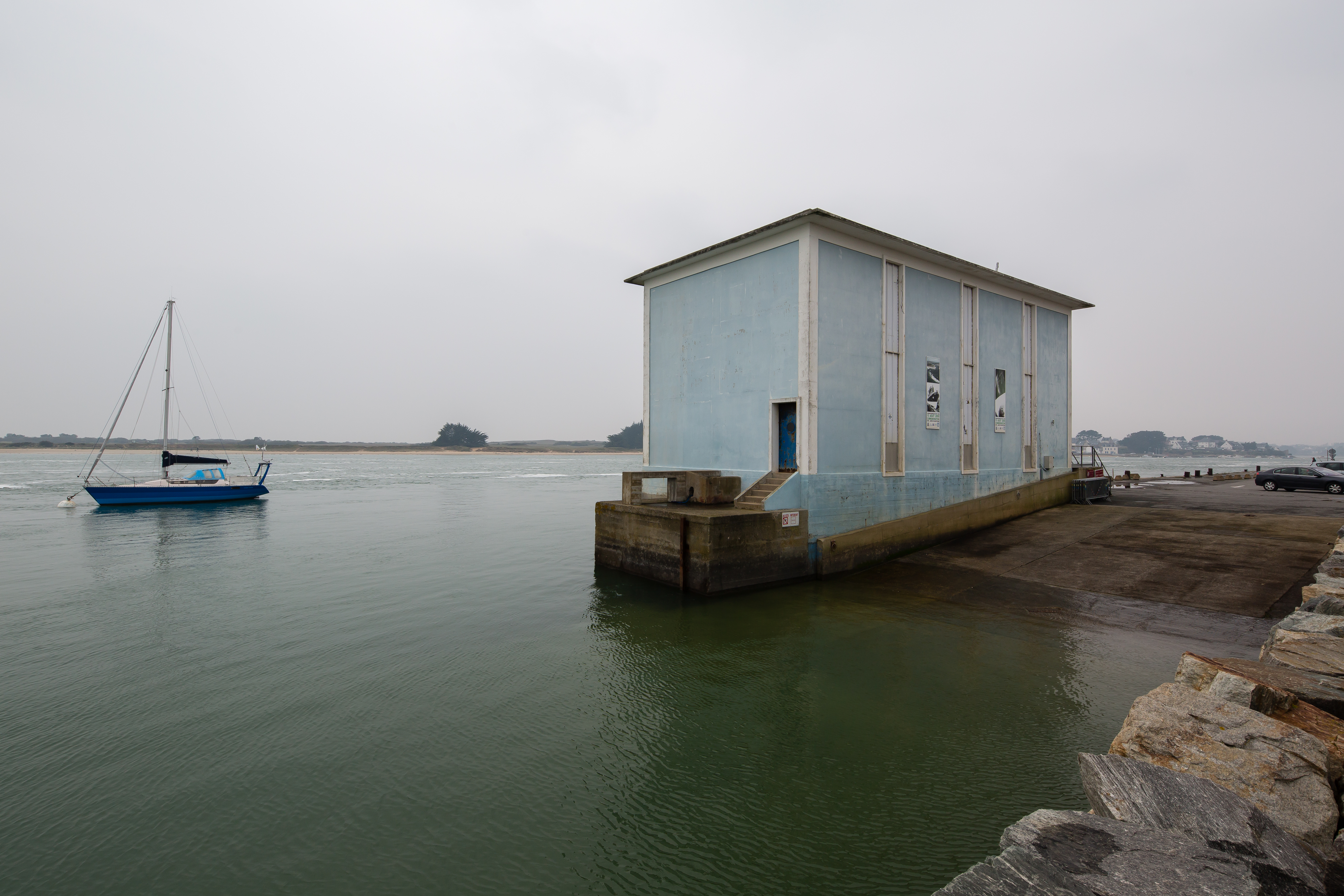
La station de sauvetage en mer.
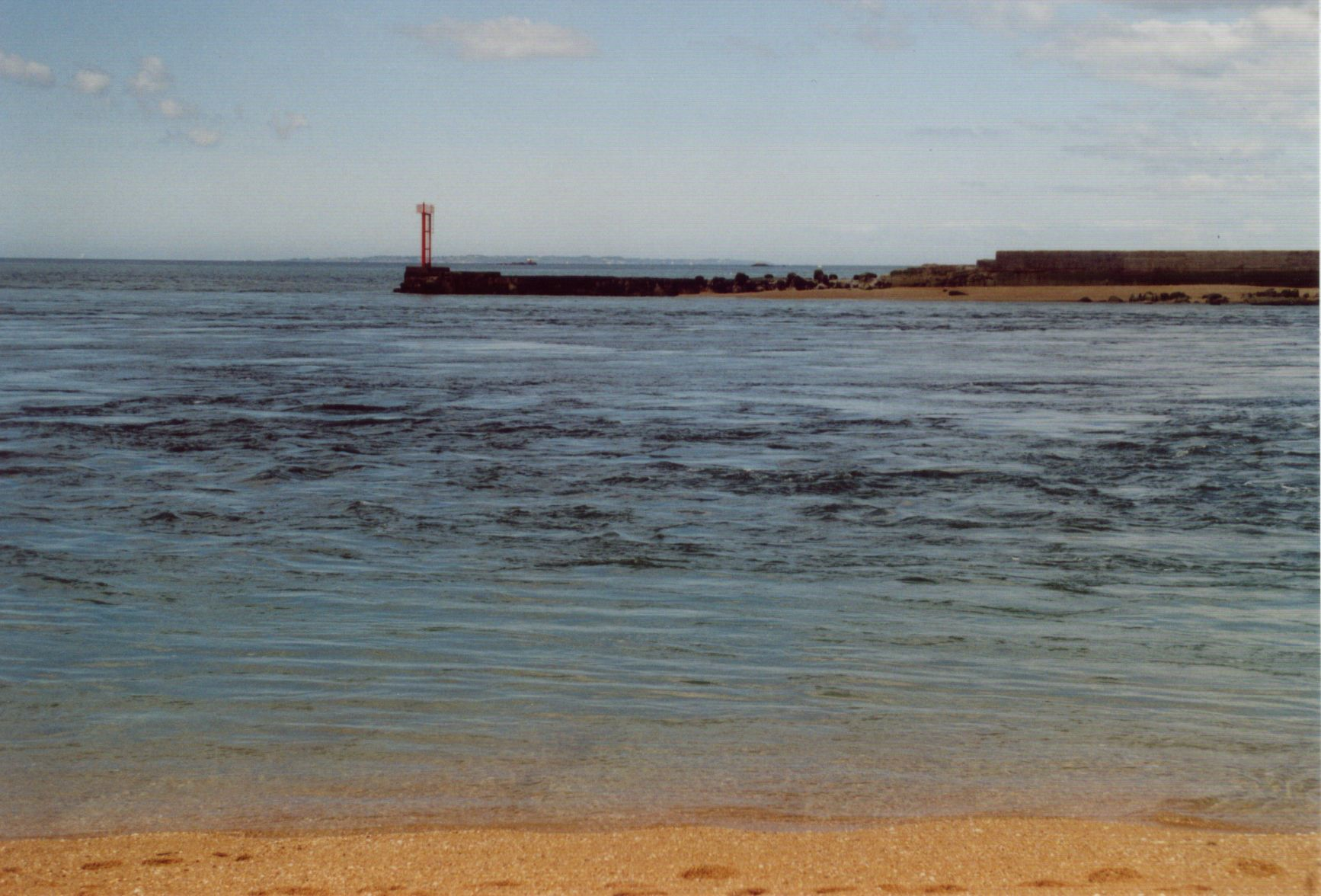
Entrée de la barre d'Étel, à marée descendante.
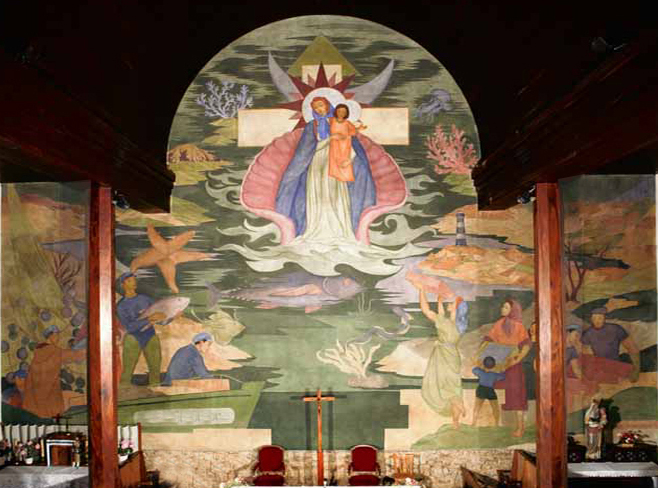
Fresque de Xavier de LANGLAIS dans l'église

### Patrimoine culturel
Le musée des thoniers d'Étel témoigne d'un port de pêche jadis prospère.
Il doit s'installer dans la Glacière d'Étel en 2022 après l'achèvement des travaux de restauration de celle-ci, ce qui lui permettra de quadrupler sa surface totale qui passera de 500 à 2 100 m2.

### Personnalités liées à la commune
- Maximilien-Antoine Joseph Münch (23 mai 1885 à Auray, mort pour la France, le 23 septembre 1916), saint-cyrien (promotion centenaire d’Austerlitz), commandement de l'escadrille C 61, inhumé à Étel ;
- Émile Daniel (Étel, 4 octobre 1900[111] - noyé en barre d'Étel, 3 octobre 1958), patron du canot de sauvetage Vice Amiral-Schwerer II lors du drame d'Étel ;
- Josiane Péné (née en 1959), première sémaphoriste de France[112];
- Valéry Le Bonnec (né en 1975), auteur de nouvelles, écrivain ;

### Héraldique, logotype et devise
|  | Les armoiries d'Étel se blasonnent ainsi : Mi-parti d’azur à une ancre d’or, et d’hermine plain. |